# Institutions du Pays basque français avant 1789
Vous lisez un « article de qualité » labellisé en 2015.
Début du Ier millénaire – 1789
Entités précédentes :
- Gaule aquitaine

Entités suivantes :
- Basses-Pyrénées

Les institutions du Pays basque français avant 1789 résultent grandement — dans ce territoire constituant aujourd'hui une partie du département français des Pyrénées-Atlantiques et situé à la frontière avec l’Espagne — d’une structure sociale établie autour de la maison basque (l’etxe), et de son mode de transmission intergénérationnelle, ainsi que de la gestion des terres communes. Cela se traduit par la jouissance partagée d’une propriété indivise. Cette gestion commune des Basques est considérée être à l’origine des assemblées paroissiales, qui forment le socle des institutions délibératives du Pays basque.
Au Ier millénaire de notre ère, et sous l'influence romaine, la région aujourd'hui occupée par le Labourd, la Basse-Navarre et la Soule, connaît une première évolution organisationnelle tendant vers plus de démocratie. Les trois provinces traversent l’époque féodale avec des fortunes diverses, au gré des dynasties, navarraise, française ou anglaise, qui les gouvernent. Elles connaissent un nivellement social de plus en plus marqué depuis cette période, malgré des tentatives soit centralisatrices, soit de caste, destinées à introduire en force le pouvoir royal ou personnel de quelques élites. Certains modes de gestions territoriaux existant encore aujourd’hui trouvent leur origine à cette époque, comme les kayolars de Soule.
Chacune de ces provinces jouit, durant l’Ancien Régime, d’un système administratif, politique et financier qui donne une large place aux assemblées paroissiales. La plus originale de ces assemblées, du fait de l’exclusion de la noblesse et du clergé des organes de décision, est le Biltzar du Labourd, par comparaison à la Cour d'ordre souletine et aux États généraux de Basse-Navarre. Les institutions des trois provinces parviennent, à des degrés divers, à sauvegarder une partie de leurs privilèges jusqu'à la Révolution ; ceux-ci ont été régulièrement renouvelés par lettres patentes des différents suzerains, pour tenir compte de la pauvreté économique de la région, des dévastations militaires liées aux incursions espagnoles répétées, de l'entretien d'une milice locale importante et de la loyauté affirmée des populations civiles à la Couronne régnante par leur mobilisation armée dans la défense des frontières. Jusqu'au bout, la Basse-Navarre conserve et défend un statut particulier de royaume frontalier, reconnu à l'aube de chaque nouveau règne, par un serment respectueux et protecteur du nouveau suzerain français.
Malgré une forte opposition, unanimement partagée par les trois corps que sont la noblesse, le clergé et le tiers, les institutions locales des trois provinces sont définitivement remplacées par les règles issues de la nuit du 4 août 1789 ; l'abolition des privilèges et la mise en place du département des Basses-Pyrénées, qui regroupe le Béarn, la Soule, la Basse-Navarre, le Labourd et Bayonne, mettent un point final aux particularités institutionnelles et aux privilèges locaux qui ont traversé près de dix-huit siècles.

## Précision liminaire
Le Pays basque français, en tant que région historique, voit ses frontières significativement évoluer avant et sous l'Ancien Régime ; si, par exemple, le rattachement de la Basse-Navarre au territoire français est évoqué dans la suite de l'article, la situation particulière des territoires situés au nord de l'actuel département des Pyrénées-Atlantiques durant les deux siècles qui précèdent la Révolution n'est pas traitée dans les développements qui suivent.
Cet aspect fait l'objet d'une analyse détaillée par l'article intitulé « géographie politique des communes des Pyrénées-Atlantiques sous l'Ancien Régime ».

## Les fondements sociaux
Si le Pays basque français possède une histoire riche en événements, souvent intimement mêlés à ceux de l’Aquitaine, voire de la France, ses modes de vie collectifs constituent une originalité qui le distinguent nettement.
Au Pays basque, la maison possède jusqu’à la Révolution un statut familial et juridique qui a des conséquences importantes sur l’organisation économique et politique de la société rurale.

« Le droit basque est un droit communautaire qui a été conçu par et pour une population rurale. Il a été élaboré à partir de la terre qui appartenait collectivement à l’ensemble des habitants qui s’y étaient fixés, par familles, dans des maisons. Ces maisons étaient la pierre angulaire de tout l’édifice politique et social basque. Chacune, avec les terres mises en culture et les droits d’usage sur les terres communes, formait une unité économique permettant à une famille élargie […] de vivre. Chacune […] se perpétuait à travers les siècles grâce à un système juridique conçu pour sa conservation. À chaque génération, elle était représentée par un responsable qui en assumait la gestion et devait la transmettre, dans son intégralité, à la génération suivante […]. La terre basque appartenait à tous. La propriété était collective, tant au niveau des paroisses, ou des vallées, qui se partageaient les terres vacantes, qu’au niveau des familles qui se partageaient les terres labourables […] En Pays basque, les biens comprenaient la maison ancestrale avec ses appartenances et ses dépendances, meubles et immeubles, terres labourables et incultes, instruments aratoires, bétail et animaux domestiques, ainsi que les droits d’usage sur les terres communes qui appartenaient dans l’indivision à toutes les maisons de la paroisse […]. L’ensemble constituait une unité intangible […]. Le corollaire nécessaire de l’inaliénabilité du patrimoine familiale était le « droit d’aînesse ». Un seul enfant à chaque génération héritait des biens de famille […]. »

— Maïté Lafourcade, Le droit coutumier, p. 38 à 57
Il ressort de l'exposé de Maïté Lafourcade que la société basque traditionnelle repose sur deux piliers, l'un étant la maison, complété par son mode de transmission intergénérationnelle, et l’autre la jouissance commune d’une propriété indivise. Le bien familial est représenté par son propriétaire, l'etcheko-jaun, ou plutôt son gérant. L'individu est dominé par la maison, au point de prendre son nom. La pauvreté des terres fait qu’elles ne suffisent pas à sustenter une famille et l’élevage extensif est essentiel, comme le sont les terres communes, gérées sur un pied d’égalité par les maîtres de maisons. Cette communauté sert également à payer des dettes ou acquitter des obligations par des corvées. Ce mode de gestion communautaire entre égaux est à l’origine des assemblées paroissiales, possédant des attributions et des prérogatives financières, administratives ou politiques dans les trois provinces basques françaises.

## De l’Antiquité au Moyen Âge

### La période gallo-romaine et le haut Moyen Âge

Carte de la Novempopulanie indiquant la position du territoire des Tarbelles au nord-ouest des Pyrénées.

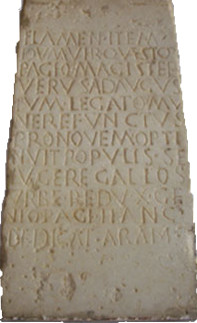
Stèle romaine d'Hasparren en marbre blanc.

Les Tarbelles, peuple aquitain proto-basque, occupent au Ier siècle av. J.-C. un territoire qui va aujourd'hui du sud des Landes au Pays basque français actuel, de la Chalosse aux vallées de l'Adour, des gaves de Pau et d'Oloron. Cette civitas, créée par Auguste entre 16 et 13 av. J.-C., se divise en pagi, circonscriptions territoriales et juridiques qui possèdent un chef-lieu.
Les Suburates, installés dans la vallée du Saison de l'actuelle Soule, semblent avoir occupé l’un de ces districts, et il est fort probable qu'Hasparren et Bayonne aient été des chefs-lieux de telles circonscriptions.
Dans le courant du Ier siècle de notre ère, Rome a, selon les auteurs, substitué un système collégial au traditionnel vergobret gaulois, seul chef exécutif. En conséquence, un sénat municipal élit chaque année un conseil qui assure le gouvernement de la civitas, et qui est composé de deux duumvirs assurant un rôle prépondérant, auxquels s'ajoutent deux édiles et un questeur.
Le sénat municipal est alors l'instance délibérante ; jusqu'à cent membres, choisis pour leur mérite ou leur richesse, le composent. Au sein des pagi aquitains, des notables élisent à leur tour deux ou quatre magistri, auxquels s'imposent les décrets sénatoriaux.
Les forces armées et l'administration de la justice criminelle sont du ressort du gouverneur de l'Aquitaine, alors que les duumvirs sont chargés des affaires de droit civil.
Le Bas-Empire voit la centralisation miner l'organisation administrative : l'empereur choisit le curateur qui dirige la cité, grâce à un réseau de fonctionnaires impériaux et de charges lucratives, également appelées prébendes. En l'an 364, Valentinien Ier, afin de rétablir un équilibre plus favorable à ses sujets, institue une fonction protectrice de défenseur de la cité, rôle souvent tenu par l'évêque. La pierre d'Hasparren, composée de cinq hexamètres dactyliques sans élisions, découverte en 1660, qui décorait probablement une façade d'un autel votif, témoigne de ces changements : 
« Flamen item dumuir quaestor pagiq. magister
Verus ad Augustum legato munere functus
pro novem optinuit populis seiungere Gallos
Urbe redux genio pagi hanc dedicat aram. »
« Flamine et aussi duumvir, questeur et maître du pagus
Verus, s'étant acquitté de sa mission auprès d'Auguste,
obtint pour les neuf peuples d'être séparés des Gaulois ;
de retour de la ville (de Rome), il dédie cet autel au génie du pagus. »
En 587, date de la signature du traité d'Andelot, Lapurdum régit une enclave qui inclut le Labourd, et probablement aussi les vallées de Baïgorry, de Cize, d'Ossès et l'Arberoue sans que l'on en connaisse les institutions, et ce jusqu'aux invasions normandes — l'une douteuse en 844 et une seconde, attestée, en 892 — et durant le siècle et demi qui leur succède.

### La féodalité
L'époque féodale voit l'émergence en Aquitaine, comme dans le reste de la France, d'États de tailles diverses, qui se caractérisent par une autonomie importante. Les trois provinces basques de France connaissent au Moyen Âge une évolution liée aux conflits et aux appétits des royaumes de Navarre, d’Angleterre et de France.

#### Labourd

Souverains ayant régné sur le Labourd (sélection).
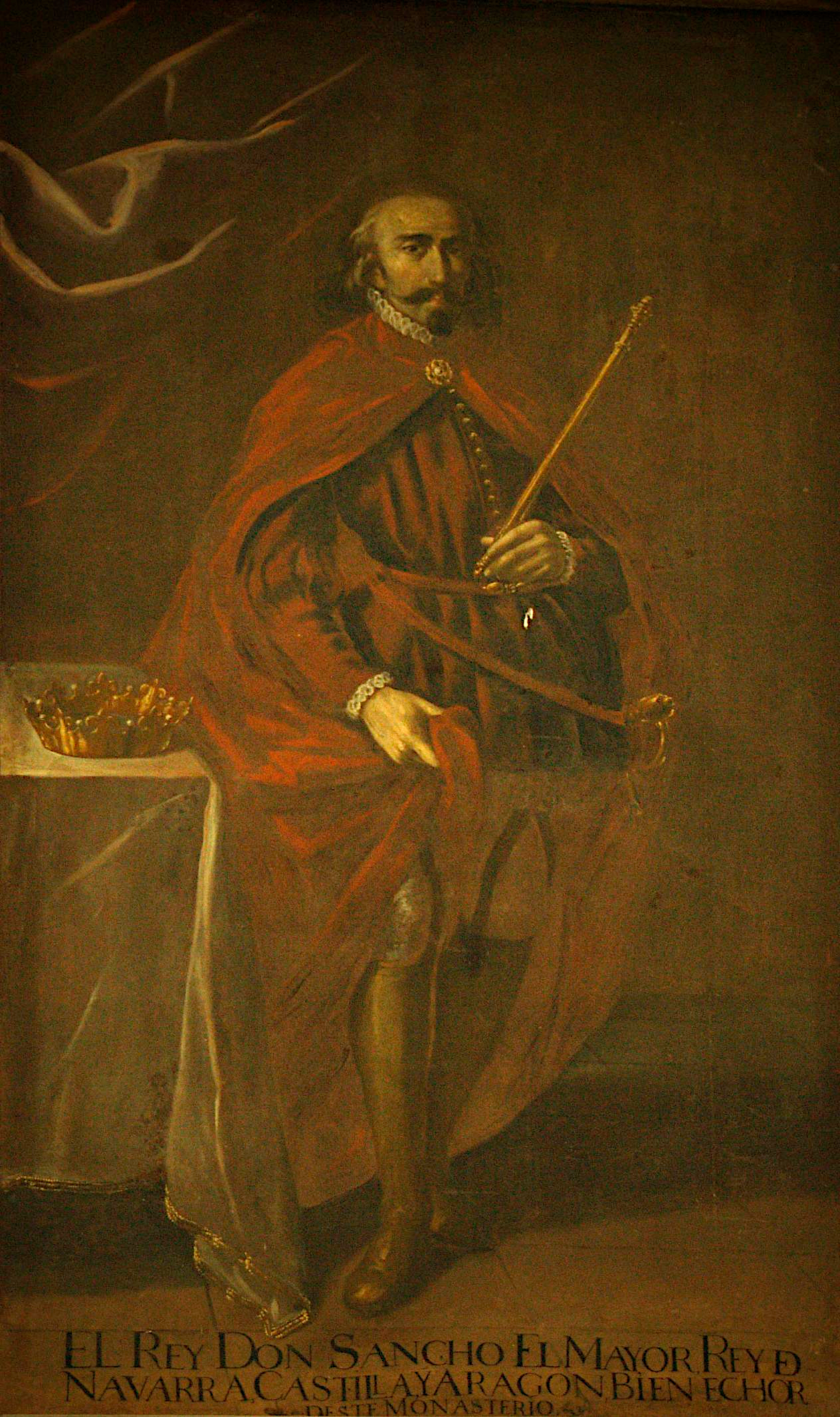
Sanche III de Navarre.
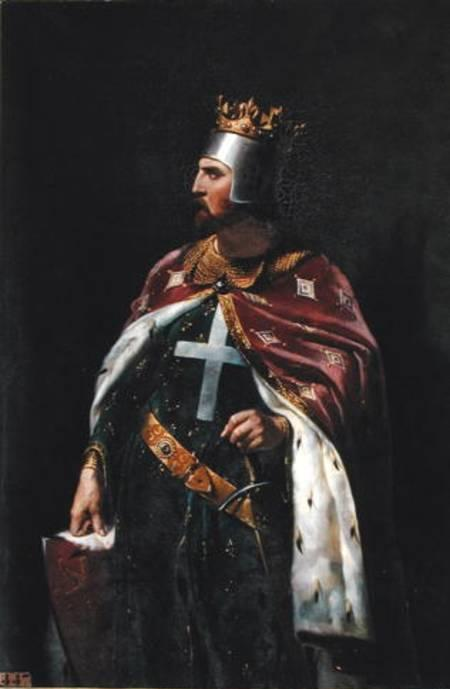
Richard Cœur de Lion.
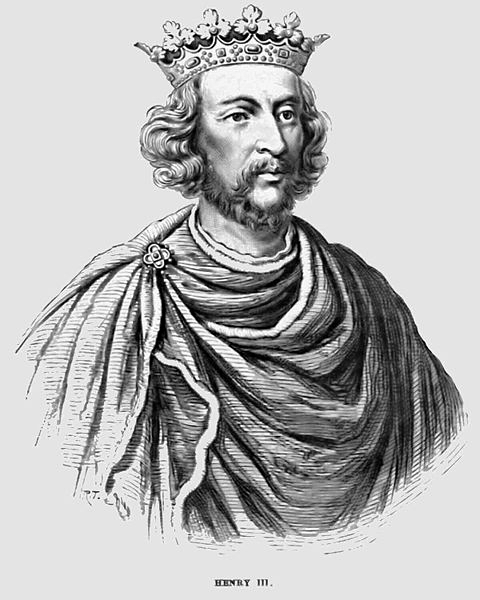
Henri III.
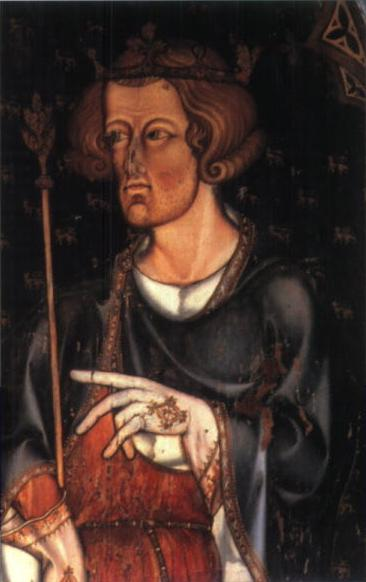
Édouard Ier.
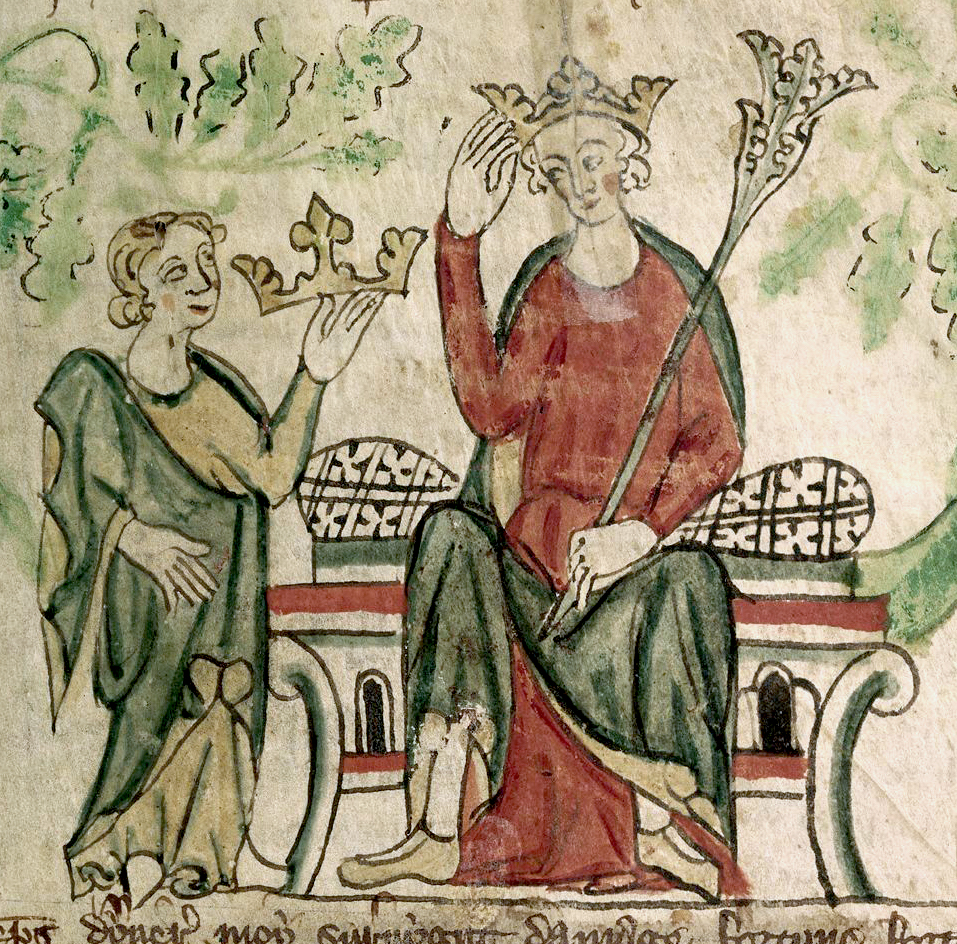
Édouard II.

En Labourd, la vicomté, créée semble-t-il par Sanche III de Navarre dit « le Grand » entre 1021 et 1023, détient les pouvoirs administratifs directs et judiciaires, alors que ses sujets sont consultés sur certains points. De façon éphémère, le vicomte possède la haute propriété sur les terres de la vicomté, ainsi que sur lieux habités. Bientôt des domaines privés de taille diverse se développent, alors que le vicomte conserve certains monopoles, tels ceux de la chasse et de la meunerie, là encore pour peu de temps, puisqu'il vend ce dernier privilège aux Labourdins en 1106.
Bayonne passe sous domination anglaise lorsque la duchesse d'Aquitaine (Aliénor) épouse le roi d'Angleterre en 1152. En 1177, Richard Cœur de Lion sépare la cité de la vicomté du Labourd dont la capitale devient alors Ustaritz. 
Comme bien des villes à l'époque, Bayonne obtient en 1215 l'octroi d'une charte communale et s'émancipe des pouvoirs féodaux.
En 1311, le sol de la vicomté appartient encore au roi d'Angleterre — Édouard II en l'occurrence — qui en perçoit des redevances. La couronne détient encore une partie des vacants qui n'ont pas trouvé d’acquéreur en 1106, mais les communautés villageoises jouissent d’un droit d'usage sur ces biens. Alors que la basse justice relève des maisons de soixante nobles de la vicomté, la haute justice est toujours de l'autorité du roi. Dès cette époque, les deux éléments constitutifs de la féodalité — la propriété et l’autorité seigneuriale — apparaissent considérablement affaiblis dans le Labourd. L’enquête ordonnée dès 1311 par Édouard II révèle d’ailleurs que « […] toute la terre de Labourd est tenue immédiatement de notre seigneur le roi d’Angleterre et duc d’Aquitaine par les nobles et habitants de la terre susdite […] » ; le terme « noble » désigne ici les propriétaires de maisons nobles, acception différente de celle de « gentilhomme » en usage à la cour ; c’est pour cette raison que Maïté Lafourcade qualifie le Labourd de cette période de « vassal collectif du roi d’Angleterre ».

#### Basse-Navarre

Rois de France ayant régné sur la Basse-Navarre.
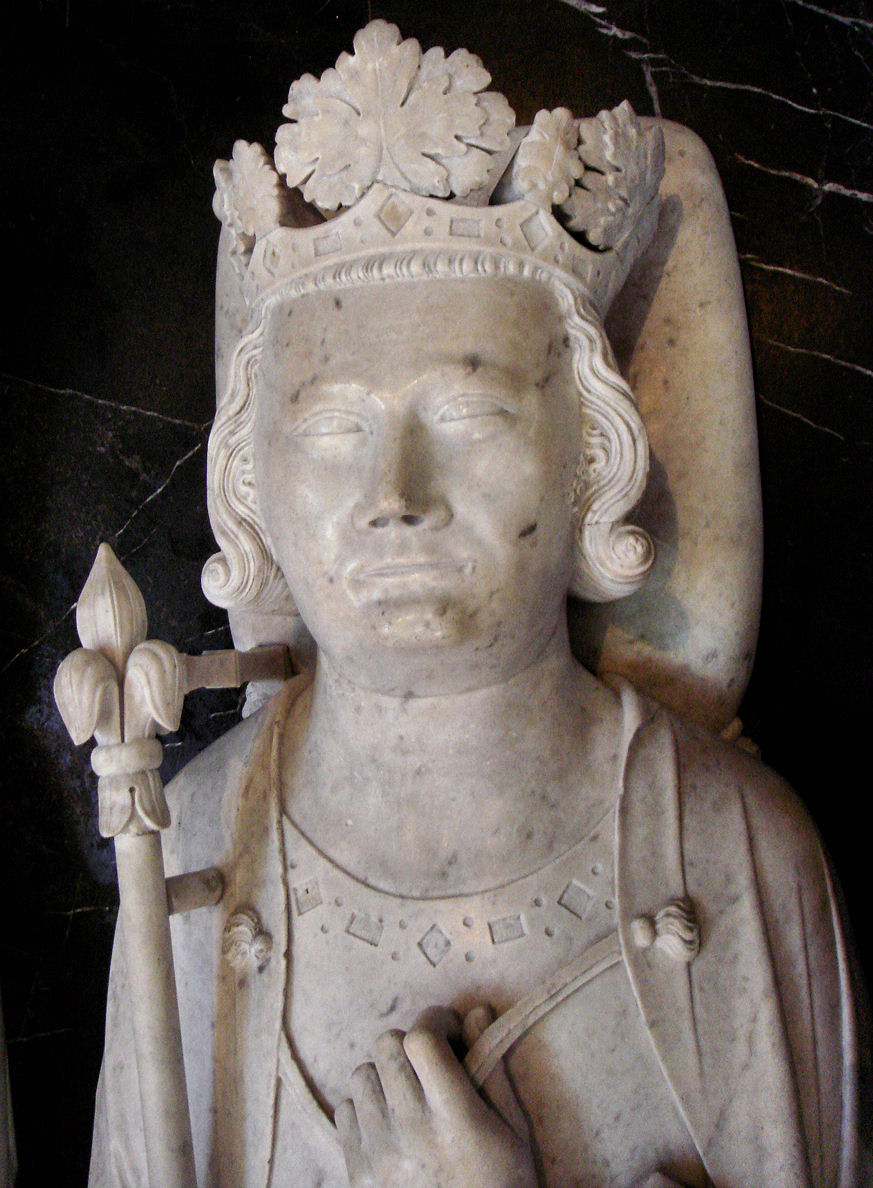
Philippe le Bel.
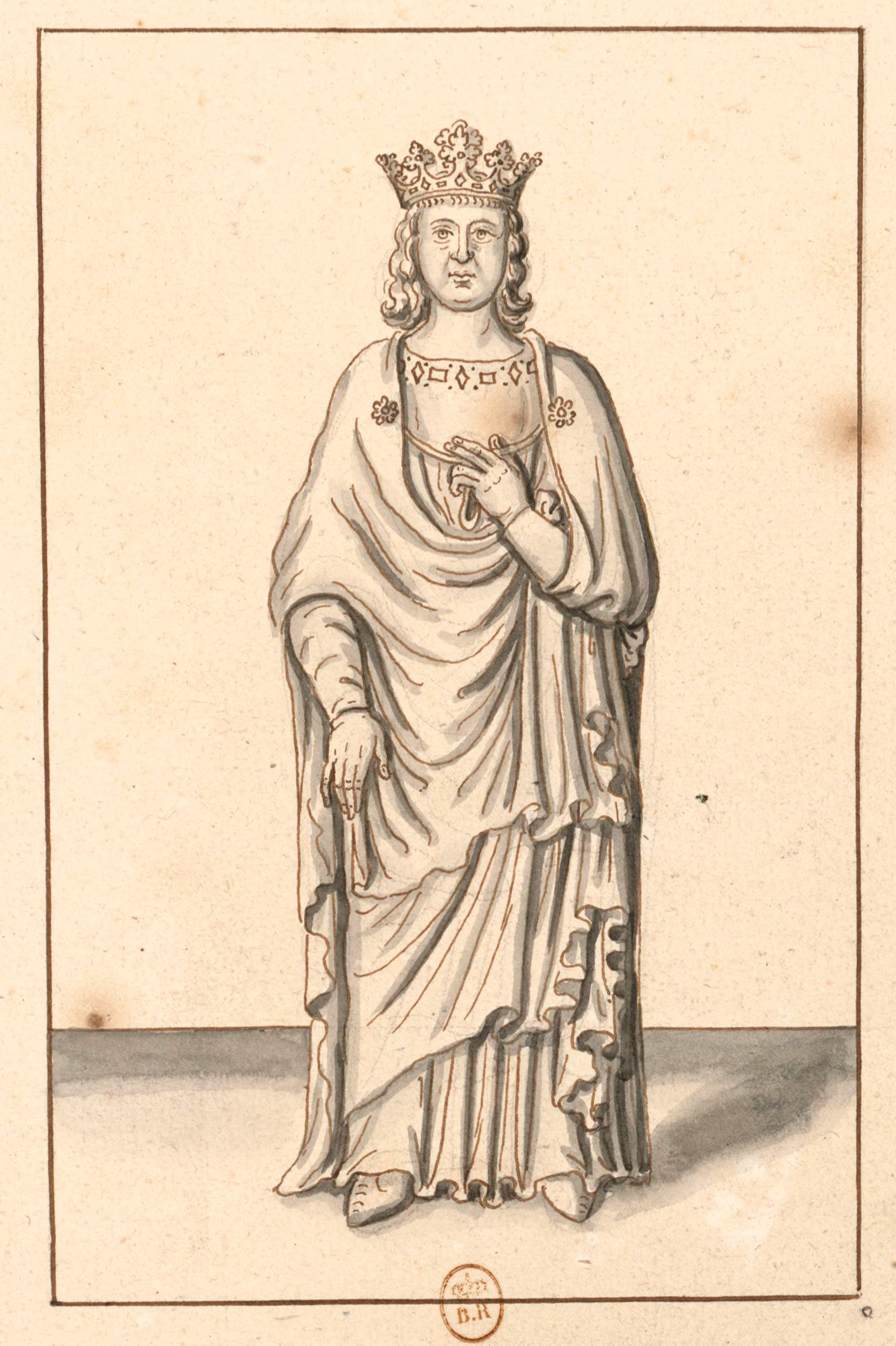
Louis le Hutin.
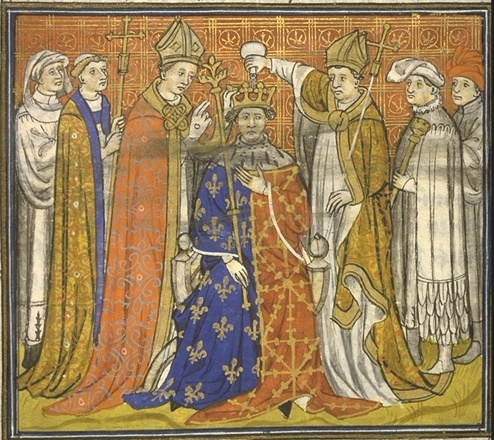
Philippe le Long.
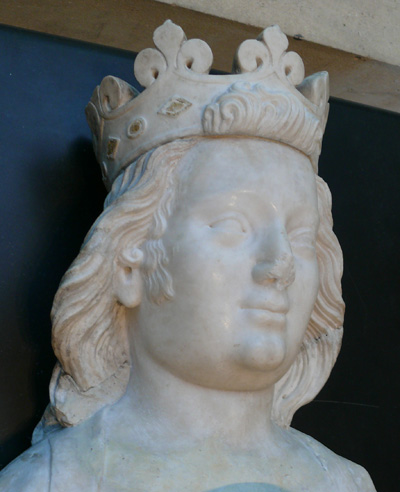
Charles le Bel.

Au tournant du IIe millénaire, Sanche le Grand, règne sur la Navarre, la Castille, une partie du Léon, le Haut-Aragon, sur les vallées pyrénéennes et sur toute la Gascogne.
Au décès de Sanche le Fort, le 7 avril 1234, la Navarre revient aux comtes de Champagne puis aux rois de France — successivement Philippe le Bel, Louis le Hutin, Philippe le Long et Charles le Bel — de 1274 à 1328, et enfin aux maisons d'Évreux-Navarre de 1328 à 1425, puis d’Albret de 1425 à 1512, date de l’invasion du royaume de Navarre par Ferdinand le Catholique.
Sanche le Grand ayant érigé le Labourd en vicomté, et Sanche Guillaume ayant à son tour donné en 1023 la Soule au vicomte Guillaume Fort I, la Basse-Navarre relève seule du royaume de Navarre — représenté, depuis 1194 au moins, à Saint-Jean-Pied-de-Port par un châtelain ; elle en fait définitivement partie au XIIIe siècle, en conséquence du conflit opposant de 1244 à 1245 les rois d’Angleterre (Henri III) et de Navarre (Thibaut Ier). En 1449, Gaston IV de Foix-Béarn s’empare de Mauléon, capitale de la Soule, pour le compte du roi de France Charles VII. Alors que le 18 mars 1451, les Labourdins se soumettent à l’autorité de ce dernier — bien que conservant leurs libertés —, le 20 août de la même année, Bayonne revient au royaume de France. Seule la Basse-Navarre n’en fait pas partie.
La Basse-Navarre, réunion de « pays » et de vallées dépendant du roi de Navarre, est une terre de franc-alleu, ce qui s’oppose aux fiefs ou aux censives, et n’est donc soumise à aucune redevance seigneuriale, à l’exception des droits de certains propriétaires fonciers. Le sol est tributaire du roi, qui d’ailleurs ne possède dans la province que de rares biens domaniaux. À l’exception de quelques seigneuries locales, et de la basse justice détenue par plusieurs maisons sur des fivatiers, la justice est rendue par des officiers royaux ; le premier d’entre eux est le châtelain de Saint-Jean-Pied-de-Port pour toutes les tierras de aillent-puertos — autre nom des tierras de ultra-puertos — et détient des pouvoirs administratifs, fiscaux et militaires ; en dehors de la châtellenie, le roi est également représenté par les alcaldes de Cize et d’Arberoue, les bailes de Mixe et d’Ostabaret, et le merin d’Ossès. En règle générale donc, et nonobstant les seigneuries mentionnées précédemment, la Basse-Navarre de la fin du Moyen Âge n’est pas une terre de féodalité.

« Les témoignages de l’allodialité de la terre navarraise abondent. C’est aux communautés et non au roi que le for primitif de Navarre de 1237 attribuait le droit de disposer des terres vacantes. Et l’article 1 de la rubrique 29 du for de Basse-Navarre de 1611 proclame : Les pâturages des universités et autres seront défendus, préservés et conservés selon la division et l’observance qui de temps immémorial ont été gardées envers eux. Louis XIV, roi absolu par excellence, dut reconnaître par les arrêts du Conseil du 6 février 1669 et du 22 mai 1672, après enquête effectuée par de Sève et de Froidour, les droits de propriété des Navarrais sur leurs terres cultes et incultes, vaines et vagues, eaux et forêts […]. Et l’édit d’avril 1694 les maintint dans la faculté de tenir en franc-alleu naturel et d’origine tous leurs biens nobles et roturiers, particuliers et communs. Le 25 février 1782, un acte de notoriété délivré par la chambre des comptes de Pampelune confirma encore l’allodialité des terres des deux Navarre dont le peuple et l’habitant ont l’absolu domaine […]. »

— Maïté Lafourcade, Les assemblées provinciales du Pays basque français sous l'Ancien régime, p. 591
La Basse-Navarre a possédé deux centres battant monnaie, celui de Saint-Jean-Pied-de-Port, qui disparaît rapidement mais semble encore actif en 1385, et celui de Saint-Palais, créé en 1351 et qui fonctionne jusqu’en 1634.
D’autre part, les institutions judiciaires, datant d’avant 1512, s’organisent autour de trois juridictions. Deux d’entre elles concernent les plébéiens, l’Alcade Menor — ou Alcalde de Marché — et sa place d’appel, l'Alcalde Mayor ; les nobles relèvent directement de la Cour du roi, remplacée par la chancellerie de Navarre après 1512. Ces cours possèdent une compétence dite « universelle », traitant à la fois les causes criminelles et civiles.

#### Soule

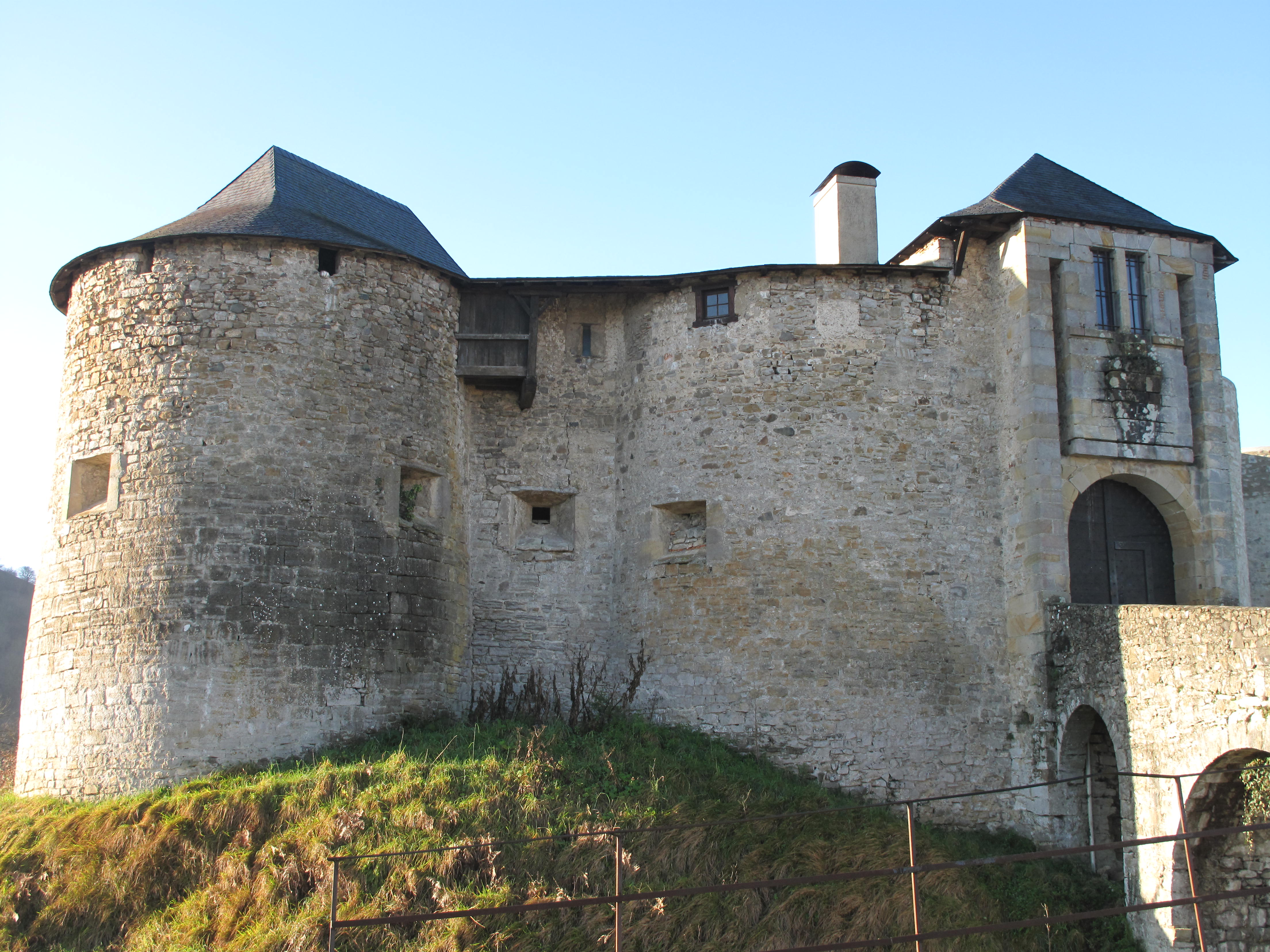
Le mur nord-est du château de Mauléon.

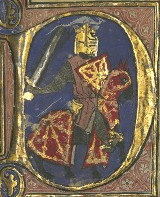
Thibaut Ier de Navarre auquel Raymond-Guillaume IV prête hommage en 1234.

La Soule se distingue des deux autres provinces par une empreinte de la féodalité plus marquée. Le premier vicomte de Soule est, semble-t-il, Guillaume Fort Ier, vicomte de Lavedan ; Sanche VI Guillaume, duc de Gascogne, lui octroie la vicomté de la province basque en 1023. Guillaume Ier lui succède en 1040, et doit trouver refuge auprès d’Étienne de Mauléon, évêque d’Oloron, à la suite de l’invasion de la Soule par les Béarnais, en rétorsion à l’assassinat de Centulle IV de Béarn en 1058 par les Souletins. Cette protection d’Étienne de Mauléon ne se fait pas sans contrepartie, et Guillaume Ier doit accepter que la Soule, relevant alors de l’évêché de Dax, devienne un archidiaconé de celui d’Oloron.
À partir de Raymond-Guillaume II, 8e vicomte de Soule de 1178 à 1200, le pouvoir local se rapproche de la Navarre pour faire obstacle à l’influence du Béarn. Raymond-Guillaume IV prête même hommage à Thibaud Ier de Navarre en 1234 pour le château de Mauléon, et son fils, Raymond-Guillaume V, continue dans cette voie pour marquer son opposition au roi anglais Henri III. La Couronne anglaise récupère la Soule en 1307, après un arbitrage de Philippe le Bel et du pape Clément V. Elle ne tarde pas à remplacer le vicomte par un « capitaine-châtelain » installé à Mauléon, qui demeure sous l’autorité du sénéchal de Gascogne ; le premier d’entre eux semble être Oger de la Mothe, dont les fonctions cessent en 1275. Se succèdent alors Garcie Arnaud d’Ezpeleta, Fortaner de Batz, Pierre Pelet, Odon de Miossens — châtelain de 1309 à 1319, auquel on doit les fortifications du château — et Raymond de Miossens. Ce dernier signe en 1327 un traité avec la Navarre, qui confirme l’hommage des vicomtes de Soule au roi de Navarre. Il est à l’origine d’un conflit qui ne voit son issue que sous le règne de son successeur Raymond-Guillaume de Caupenne (1350 - vers 1390) : le droit d’albergade, la tentative d’abolition des droits d’usages sur les bois et les eaux, et l’obligation d’utiliser le moulin royal, provoquent une réaction violente des Souletins, finalement restaurés dans leurs droits par la Couronne d’Angleterre.
L’histoire des trois provinces basques françaises s’entrecroise à la fin du XIVe siècle et au début du siècle suivant. Charles de Beaumont est en effet capitaine-châtelain de Mauléon pour le roi d’Angleterre, et exerce la même fonction à Saint-Jean-Pied-de-Port pour le roi de Navarre, étant de même bailli de Labourd de 1390 à 1432. Cette situation cesse avec la prise du château de Mauléon par les Français en 1449. Les Beaumont restent représentés en Soule par la famille de Luxe, dont une branche devient par la suite seigneur de Tardets.
À la différence de ses voisins, le vicomte du Moyen Âge possède en Soule un droit souverain sur l’ensemble de son fief ; pendant plus de deux siècles il réside dans son château de Mauléon et il tient cour de justice. Cette fonction est également assurée par le capitaine-châtelain qui lui succède à partir du XIIIe siècle. La cour de justice — également appelée cour du Noyer, du fait de sa tenue sous le noyer de Licharre —, unique organe judiciaire de la province, se tient sous la présidence du capitaine-châtelain, en présence de dix seigneurs principaux, les potestats, et d'une cinquantaine de gentilshommes terre-tenants. La compétence de la cour est universelle, dans les domaines civils et criminels. Les appels sont interjetés soit à la cour du maire de Dax, soit à celle de la sénéchaussée des Lannes, avec pour instance suprême, le juge mage de Guyenne sous la Couronne anglaise, puis le parlement de Bordeaux.
La charge de notaire royal de Soule existe au moins depuis 1342, alors que celle de baile et percepteur des albergades est déjà présente en 1358 ; des textes de 1327 indiquent déjà la présence des messagers.
Nonobstant la présence de fiefs locaux, l’allodialité — bien que certains seigneurs, tel le comte de Tréville, s’emparent de la terre, la lotissent et la donnent à cens — prime et la royauté anglaise choisit de maintenir la situation sociale d’hommes libres des Souletins.

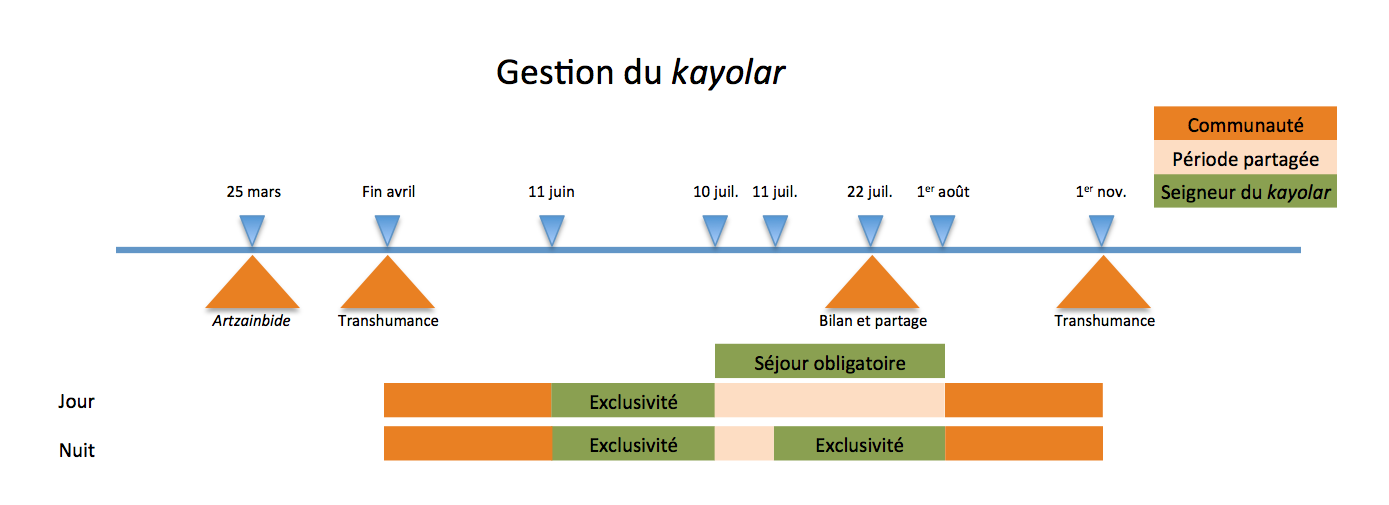
Gestion du kayolar en fonction des saisons.

Étages de végétation alpine.

La Soule présente une originalité juridique, sous le nom de kayolar, connue depuis au moins le XIIe siècle, puisque la vente de deux kayolars à Larrau est enregistrée en 1105. Selon Marcel Nussy-Saint-Saëns, il s’agit peut-être de « la cellule mère d’où sont issus le Silviet et les institutions communautaires de Soule ».
Le système du kayolar naît au temps où l’élevage ovin, basé sur la transhumance, est l’activité principale du paysan souletin. Le kayolar est une cabane entourée d'un parc servant à réunir les troupeaux. Elle est édifiée sur les pâturages montagnards supérieurs et subalpins de montagne. Le droit de propriété du seigneur du kayolar est subordonné à deux droits d’usage, ce qui en fait sa particularité : « […] l’exercice du droit exclusif de pacage, sur un territoire déterminé pour les troupeaux du propriétaire, même en temps de vète, et le droit d’usage des arbres pour construire la cabane ou faire du feu […] ».
L’objet du kayolar est l’organisation de deux activités pratiquées en commun, la garde du bétail et la fabrication du fromage. Elle résulte d'une assemblée, appelée artzainbide, qui réunit le 25 mars de chaque année les kayolaristes ; les conditions de l’exploitation y sont fixées. Le 22 juillet voit l’ensemble des propriétaires se réunir à nouveau pour faire les comptes et partager les frais et les profits de l’estive en fonction du nombre de têtes de bétail. Les pâturages de montagne sont occupés au plus tard jusqu’au 1er novembre.
Cette pratique est toujours présente sous l’Ancien Régime et la coutume de Soule, datant de 1520, en fait longuement état ; En 1506, 107 kayolars sont dénombrés. La vallée de Cize et celle de Baïgorry connaissent également cette pratique, quoique de façon moins généralisée.

#### Inégalités sociales et persistance de la féodalité
Il n’est pas possible d’affirmer que le servage n’a pas existé durant le Moyen Âge dans le Pays basque français. L’étude de la pratique navarraise des coillazos mentionnés par les fors de Navarre,, celle des botoys de la coutume de Soule ou des donats ne permet pas de lever le doute sur leur potentielle condition servile.
D’autre part, il existe une noblesse, quoique fort réduite en Labourd à partir de 1311, qui jouit du cens et autres rentes importantes, ainsi que de dîmes inféodées, dont le mode successoral ne reconnaît pas les filles. Cette noblesse, parfois exemptée des charges sociales ordinaires, possède la faculté d’acter en justice en dehors du bailliage dont elle dépend ; elle bénéficie de droits honorifiques à l’Église et de préséances lors des cérémonies religieuses. La condition de noble emporte également, comme ailleurs en France sous l’Ancien Régime, le privilège (sic) de la décapitation pour les exécutions capitales, la pendaison étant le sort réservé en dernier supplice aux roturiers.
Toute trace de féodalisme n'a pas disparu sous l'Ancien Régime, comme l'attestent les prétentions des Gramont ou du comte de Tréville. Certaines seigneuries possèdent, parfois jusqu'à la Révolution, un siège judiciaire ; il en va ainsi pour les seigneurs d’Urtubie, Sault, Saint-Pée, Garro, Espelette, Macaye et Gramont. La Soule donne, en outre, à tout gentilhomme terretenant — c’est-à-dire propriétaire foncier — le pouvoir de siéger à la cour de Licharre, appelé jugeanterie. En Basse-Navarre, certains gentilshommes possèdent la qualité de juges-nés (ou juges-jugeants) des cours royales. La plupart des tentatives d’usurpation de droits publics, ou d’attributions de concessions privilégiées, génèrent des protestations adressées au roi ou à son conseil ; celles-ci sont souvent suivies d’effet comme la requête adressée en mai 1462 qui voit la révocation par Louis XI du droit de haute justice attribuée au seigneur d’Espelette.
Enfin, si l’habitant du Labourd détient l’exclusivité de l'action politique, des privilèges tels que le droit de chasse, de pêche et de port d’armes, et la liberté de construire des moulins, il faut tout de même noter que les charges et délibérations publiques sont réservées au maître de maison, le non-propriétaire n’y ayant pas accès. De même en Basse-Navarre, le roturier non-propriétaire doit rendre foi et hommage deux mois au plus tard après toute sommation qui lui est faite.

## Les institutions sous l’Ancien Régime

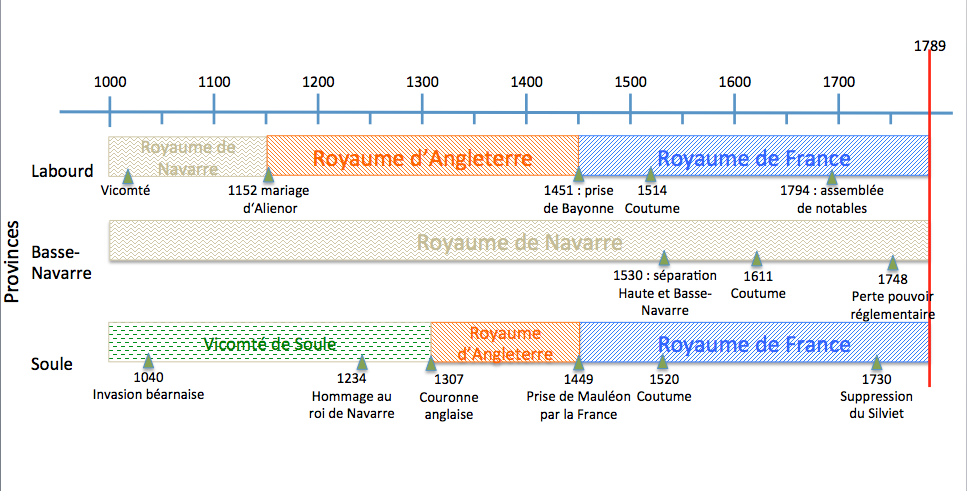
Chronologie des événements historiques et institutionnels marquants des trois provinces du Pays basque français avant 1789.

Les coutumes et fors des provinces basques ont été adoptées, puis enregistrées au parlement de Bordeaux aux XVIe et XVIIe siècles. Ainsi, l’enregistrement des coutumes du Labourd a lieu le 10 mai 1514, les fors de Soule en 1520, et de Basse-Navarre en 1611. Pour les provinces basques dépendant alors de la Couronne française — Labourd et Soule —, l'impulsion qui donne lieu à la rédaction de ces coutumes est constituée par l’article 125 de l’ordonnance de Montils-lèz-Tours signée par Charles VII en 1454. Elle demande en effet la rédaction et l’enregistrement de toutes les coutumes du royaume, sous la responsabilité des bailliages. « Les coustumes générales gardées et observées au Pais et bailliage de Labourt et ressort d’icelluy » sont le résultat des travaux de la commission constituée en 1514 par Mondot de Lamarthone, premier président du parlement de Bordeaux. Bayonne, séparée de la vicomté du Labourd en 1177 et élevée au rang de commune en 1215 par Jean sans Terre, possède sa propre coutume dès 1273 ; celle-ci fait l’objet d’une rénovation en 1520.
Jean d’Ibarrola, conseiller saratar au parlement de Bordeaux, préside la commission de rédaction des coutumes de Soule, après avoir été nommé par François Ier le 5 mars 1520. « Les coustumes generales du pays de Solle » sont à leur tour enregistrées le 21 octobre 1520, sur base des « délibérations de l’Assemblée des trois états de Soule […] en la maison de la Cour de Licharre […] ».
En 1454, date de l’ordonnance de Charles VII, la Basse-Navarre ne fait pas partie du royaume de France. Le Fuero general de Navarra et les coutumes locales régissent la vie administrative de la province d'Ultra-puertos. Le 14 mars 1608, Henri IV, roi de France et de Navarre, nomme la commission qui est chargée d’établir un for pour la province basque. C’est un changement important par rapport aux deux autres provinces. La France se dirige alors vers l’absolutisme qui se traduit, entre autres, par l’affaiblissement du droit coutumier ; en l’état, la rédaction des coutumes est menée par une commission désignée par le roi, et non plus issue et choisie par la population locale. Le texte qui est proposé, à la suite des travaux, est « influencé par le droit béarnais et francisé ». Sa publication donne lieu à des mouvements de mécontentements des Navarrais, qui réclament le maintien de la prestation de serment à respecter leurs libertés et privilèges, serment qui est jusque-là prononcé par tout souverain navarrais à son avènement. Les lettres patentes d’avril 1611 signées par Louis XIII à Fontainebleau intiment « que la coutume rédigée par les commissaires servirait dorénavant de loi au royaume de Navarre ». Il faut attendre 1644 pour que le for de Navarre soit définitivement enregistré.

### Labourd
François Ier

Henri II

François II

Charles IX

Henri III

Henri IV

Louis XIII

Louis XIV

Régent

Louis XV

Louis XVI

19 juin 1533

29 novembre 1542

10 janvier 1545

17 novembre 1551

16 juillet 1560

5 mai 1565

2 septembre 1570

25 mai 1574

8 janvier 1575

19 août 1580

10 février 1586

22 janvier 1594

7 février 1600

4 juillet 1606

27 juin 1611

15 septembre 1617

12 mai 1629

21 juillet 1631

5 mai 1638

3 avril 1642

20 août 1650

3 juin 1660

26 octobre 1668

9 septembre 1683

20 février 1688

14 juin 1719

25 juin 1724

28 août 1734

15 mai 1744

17 juillet 1769

16 octobre 1776

4 juillet 1784

Situation du Labourd dans le département des Pyrénées-Atlantiques.

Durant l'Ancien Régime, le Labourd est un bailliage relevant seulement et directement de l'autorité royale. Il se distingue par une très grande autonomie, tant administrative que financière. Il bénéficie, depuis François Ier au moins, de privilèges, certifiés et renouvelés par lettres patentes d'une durée de trois à neuf ans. Ces concessions de privilèges correspondent à la reconnaissance de circonstances telles que la pauvreté du pays, sa situation frontalière qui l'expose aux appétits espagnols et aux dévastations militaires, l'existence et l'entretien d'une milice provinciale forte de 1 000 hommes — c'est-à-dire près de 2 % de la population en 1748,, en contrepartie d'une exemption de service militaire dans les armées royales — et le loyalisme des Labourdins envers la Couronne,. Ce loyalisme s’exprime par la mobilisation des populations civiles pour résister aux pressions espagnoles. La reconduction de ces privilèges maintient durant l'Ancien Régime, une liberté politique alliée à une liberté économique caractérisée par des exemptions d'impôts indirects et directs.
Le Labourd est, jusqu’en 1789, un pays d'états à l'instar de la Basse-Navarre et de la Soule, c’est-à-dire une province ayant conservé ses états provinciaux, dont le rôle essentiel est de négocier le montant de l'impôt avec les intendants royaux, d'en assurer ensuite la répartition par paroisse et d'en contrôler la collecte,. Il existe cependant une nuance par rapport à la grande majorité des autres États, qui sera évoquée par la suite : son assemblée représentative n'est ouverte qu'au seul tiers.
Étienne Dravasa voit dans l'établissement de la coutume du Labourd, enregistrée au parlement de Bordeaux le 8 juin 1514, l'officialisation des libertés acquises par les Labourdins dès 1106, lors de leur rachat, auprès du vicomte Sanche Garcia, de droits sur les terres inoccupées usuellement réservés à la noblesse tels les droits de pêche, de chasse et de meunerie. Il réfute ainsi les thèses de Wentworth Webster et de Pierre Cuzacq, qui pensent reconnaître dans l'indépendance des Labourdins une résurgence de l'influence des municipes romains. Pour É. Dravasa, la domination anglaise qui, à partir de 1152 s'étend sur trois siècles, va ensuite amplifier le phénomène par la substitution d'un bailli du roi au vicomte, dont les Plantagenêt appréciaient peu la gestion.
Le premier bailli s'installe à Ustaritz en 1247. Ce représentant de la Couronne anglaise s'entoure d'un Conseil des Prud'hommes de la terre du Labourd, que l'évêché de Bayonne considère comme « les éléments d'une représentation populaire ». Enfin, des documents datant de la fin de la présence anglaise en Aquitaine confirment la capacité accordée aux Labourdins de rédiger et de proposer à la signature du roi, des documents relatifs à l'administration de leur pays.
Le Labourd a successivement appartenu aux généralités de Guyenne (de 1620 à 1716), de Béarn et d'Auch (de 1716 à 1765), de Guyenne à nouveau (de 1774 à 1783), de Pau et Bayonne (de 1783 à 1787) et enfin de Bordeaux (de 1787 à 1790).

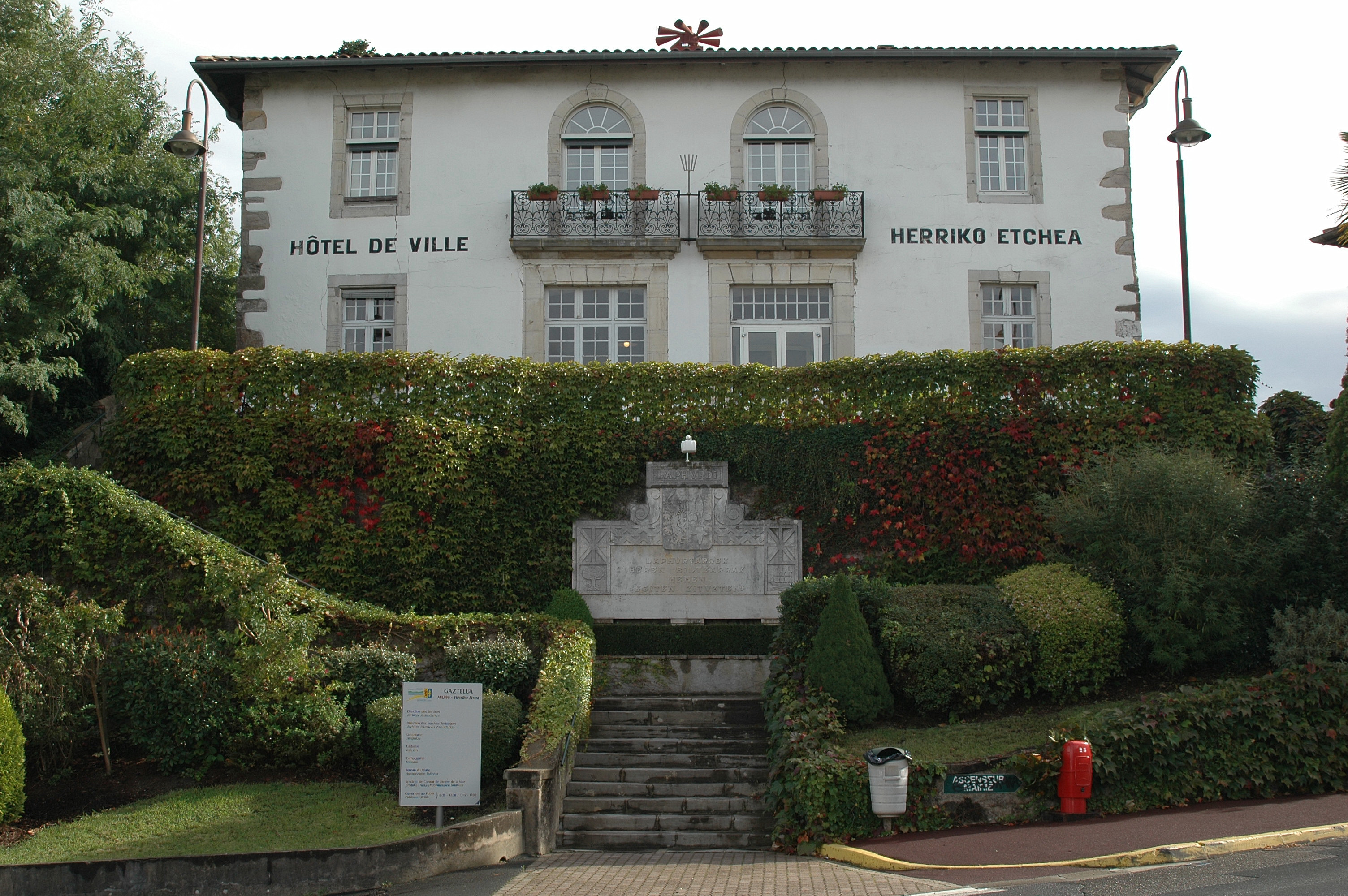
Le château de la Motte, actuelle mairie d'Ustaritz et ancienne demeure des vicomtes du Labourd et des ducs d'Aquitaine, siège du Biltzar.

Le Biltzar — du basque bilduzahar (« vieille assemblée ») — est une assemblée représentative du pays du Labourd, dont le premier procès-verbal écrit connu à ce jour date du 8 octobre 1567, bien que son histoire s'étende sur plus de 700 ans. Les délibérations étant orales jusqu’au XVIe siècle, les comptes rendus médiévaux ne nous sont pas parvenus. Avant 1660, la réglementation de l’assemblée est édictée par les gouverneurs de Guyenne, mais nous en ignorons encore à peu près tout.
Son organisation récente résulte d’un arrêt du Conseil du roi datant du 3 juin 1660 signé par Louis XVI à Saint-Jean-de-Luz,. Depuis cette date, le Biltzar est placé sous la tutelle du pouvoir de la Couronne, puisque soumis au contrôle des officiers royaux. Le Biltzar se réunit à Ustaritz, au « parquet et auditoire royal du bailliage ».
Le Biltzar est constitué uniquement de représentants du tiers, ce qui exclut donc le clergé et la noblesse. L'absence de cette dernière n'est pas encore éclaircie. L'hypothèse de sa pauvreté qui pourrait expliquer son manque de couverture politique est contredite par des inventaires établis pour au moins deux aristocrates, Léonard de Caupennes d'Amou — seigneur de la maison noble de Saint-Pée-d'Ibarren, inventaire effectué en 1684 — et Antoine-Charles de Gramont. D'ailleurs, l'absence de pouvoir politique qu'on attribue à la noblesse est démentie dans les faits.
Sur l'absence du clergé, deux thèses s'affrontent. L'une soutient que, dès lors que la résidence épiscopale du diocèse est située à Bayonne, c'est-à-dire en dehors de l'ère d'influence du Biltzar, les prêtres ne peuvent pas assister en son nom à l'assemblée. Pour Étienne Dravasa, la raison est plutôt à chercher du côté de l'anticléricalisme du peuple labourdin, qui, s'il est très croyant, n'admet pas la puissance temporelle et politique du clergé.
C'est le maître de maison qui participe aux assemblées paroissiales — appelées kapitala, basquisation de « capitulaire » — et aux réunions du Biltzar, les femmes propriétaires en étant souvent exclues et représentées par leur mari, ou leur fils aîné. Mais certaines séances de la paroisse de Macaye ont compté jusqu'à dix femmes.
À partir de 1654, la charge de bailli, président du Biltzar, appartient à la famille d’Urtubie mais elle est, de fait, honorifique. Le roi est représenté par le lieutenant général et le procureur, de souche locale, dont les charges sont vénales. Le syndic du pays est le véritable acteur de l’assemblée qu'il réunit, souvent de son propre chef, et qu'il anime. Les décisions prises par les maîtres de maison au sein du Biltzar sont réputées exécutables immédiatement, sous la responsabilité du syndic général. Malgré de nombreuses tentatives du pouvoir royal seules les prérogatives judiciaires du Biltzar ont été modifiées, par l'arrêt de 1660. Il lui est en effet défendu à cette date de « faire aucuns statuts ou ordonnances portant emprisonnement, bannissement, peine afflictive ou peines pécuniaires ». Assemblée législative, le Biltzar négocie également les traités de Bonne Correspondance avec le Guipuscoa et la Biscaye, en temps de guerre entre la France et l'Espagne. Il décide également de mesures sociales d'assistance aux familles, frappées par la pauvreté, et vote l'organisation de réceptions et de cadeaux lors des visites des personnalités dans la province. Preuve de son indépendance financière, il décide les dépenses, telles celles concernant le réseau routier, et lève des impôts locaux correspondant. Le Labourd paie les impôts royaux directs et indirects sous forme d'abonnements négociés, répartis entre les nobles et les paroisses ; il est alors alloué par feu en fonction du patrimoine foncier de chaque maison.
Le nombre de paroisses qui participent au Biltzar varie suivant les époques et les chroniqueurs : « Le Païs de Labourt auquel il y a trente trois paroisses […] sans icelle la dicte ville [Bayonne] demeure un corps sans membres », 27 communautés dans le procès-verbal de 1595, pour Pierre de Rosteguy de Lancre en 1610, « ce petit recoing de la France » compte 27 paroisses, et 38, 39, voire 40 paroisses sont mentionnées dans un mémoire de l'intendant Louis Bazin de Bezons à la fin du XVIIe siècle.

### Basse-Navarre

Situation de la Basse-Navarre dans le département des Pyrénées-Atlantiques.

Les institutions représentatives de la Basse-Navarre sont reconnues par le royaume basque bien avant 1530, date à laquelle la Haute et la Basse-Navarre semblent s’être définitivement séparées. En effet, l'armée de Ferdinand le Catholique envahit le royaume de Navarre en 1512, qui est adjoint au royaume d’Aragon dès 1515, ses souverains se réfugiant alors dans les tierras de ultra-puertos. Les États généraux de Basse-Navarre sont créés en 1523 par Henri II de Navarre, à l'image des Cortes du royaume de Navarre. La réunion en 1620 de la Navarre au royaume de France n’apporte pas de changement notable à leur organisation, Louis XIII s’engageant dans l’édit d’union et dans les lettres patentes en date du 7 mai 1621 l'accompagnant, à ne pas « déroger aux Fors, Franchises, Libertéz, Privilèges et Droits [de la Navarre] ».
Les États sont réunis une fois l’an sur convocation du roi, à Saint-Palais, Saint-Jean-Pied-de-Port, Garris ou La Bastide-Clairence.
L’assemblée regroupe les trois ordres qui se réunissent indépendamment. La noblesse, c’est-à-dire les possesseurs de biens nobles en Navarre, siège sans qu’aucune distinction hiérarchique ne distingue ses membres, tout duc, baron ou vicomte soient-ils ; leur nombre varie selon les auteurs de 103 à 153. Le clergé rassemble les évêques de Bayonne et de Dax — dont dépendent les terres de Mixe et d’Ostabarret —, le prieur de Saint-Palais, le doyen (ou prêtre-major) de Saint-Jean-Pied-de-Port ainsi que les prieurs des hôpitaux d’Utxiat et d’Harambels. Le tiers est représenté par des députés élus par des villes — Garris, La Bastide-Clairence, Larceveau, Saint-Jean-Pied-de-Port et Saint-Palais — et les sept territoires appelés pays, que constituent les regroupements de Mixe, de l’ensemble Armendarits - Iholdy - Irissarry, de l’Arberoue, de Baïgorry, de Cize, d’Ossès et d’Ostabarret. Chaque circonscription du tiers élit deux délégués, à l’exception du pays de Mixe et de la trilogie Armendarits - Iholdy - Irissarry qui peuvent en choisir cinq (ou trois suivant les auteurs). Le président de ce groupe est de droit un représentant de Saint-Jean-Pied-de-Port.

Linteaux des communes d'Armendarits, Iholdy et Irissarry datant de l'Ancien Régime.
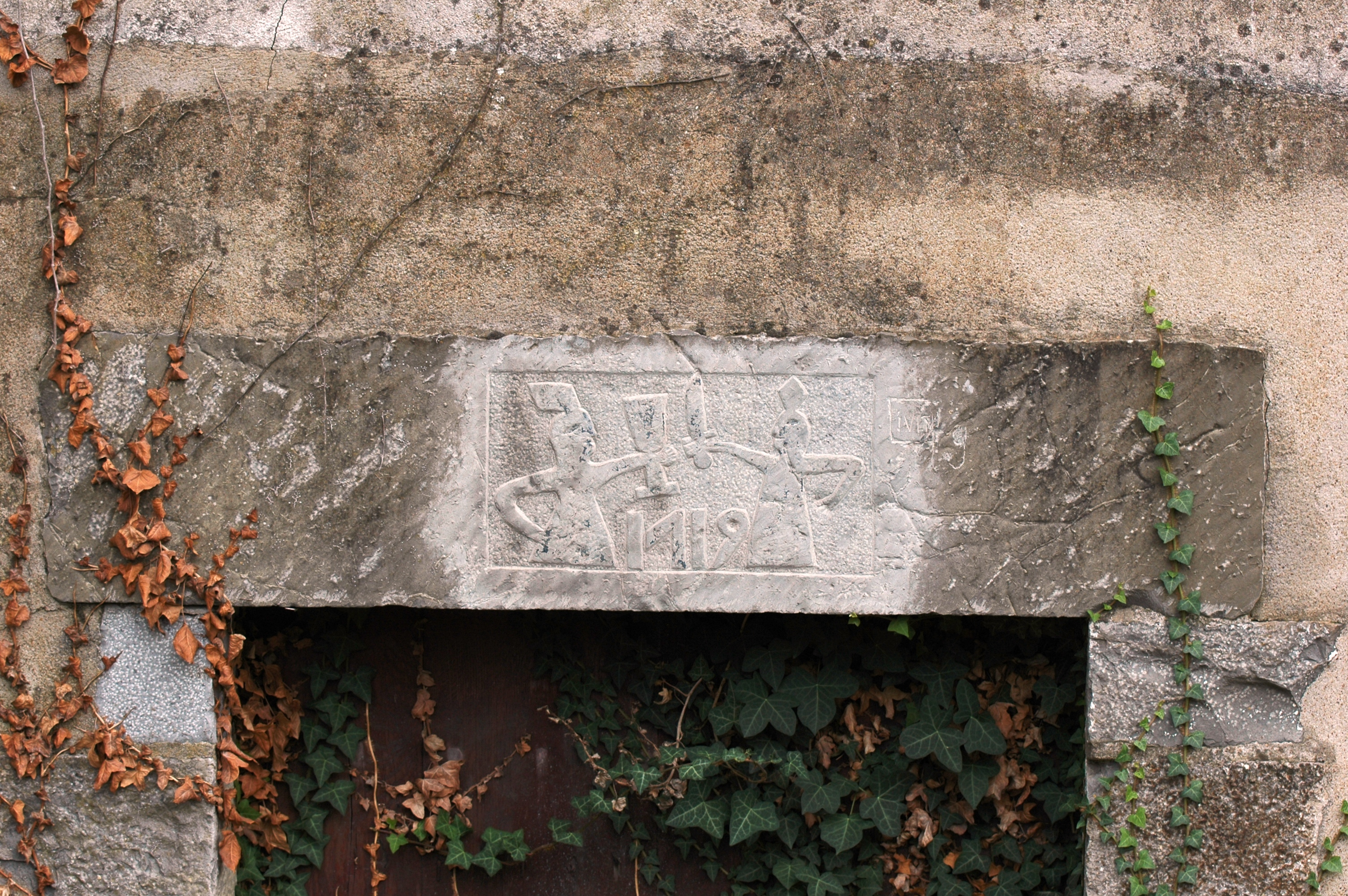
Iholdy, linteau de 1719.
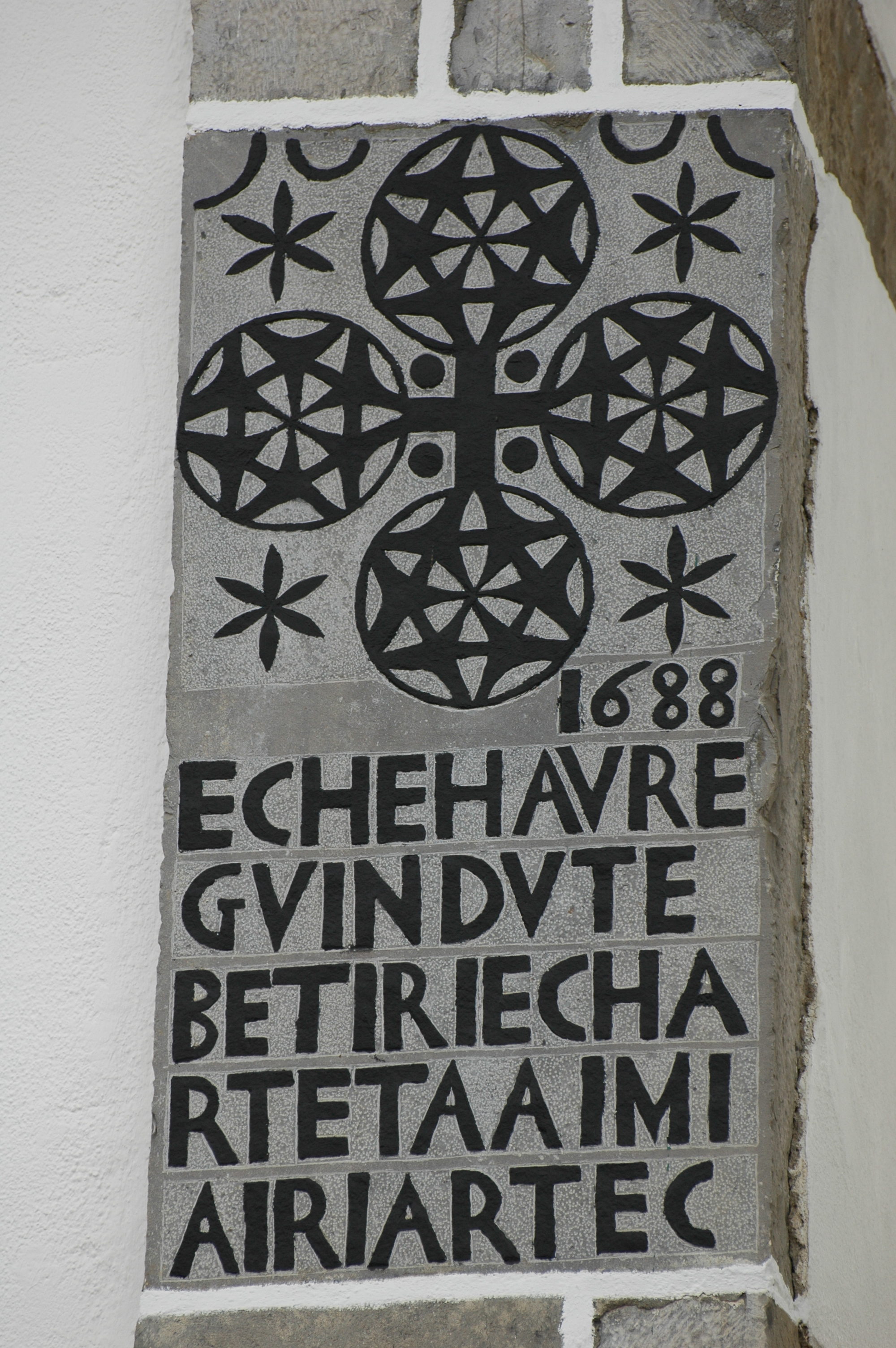
Armendarits, moellon sculpté.
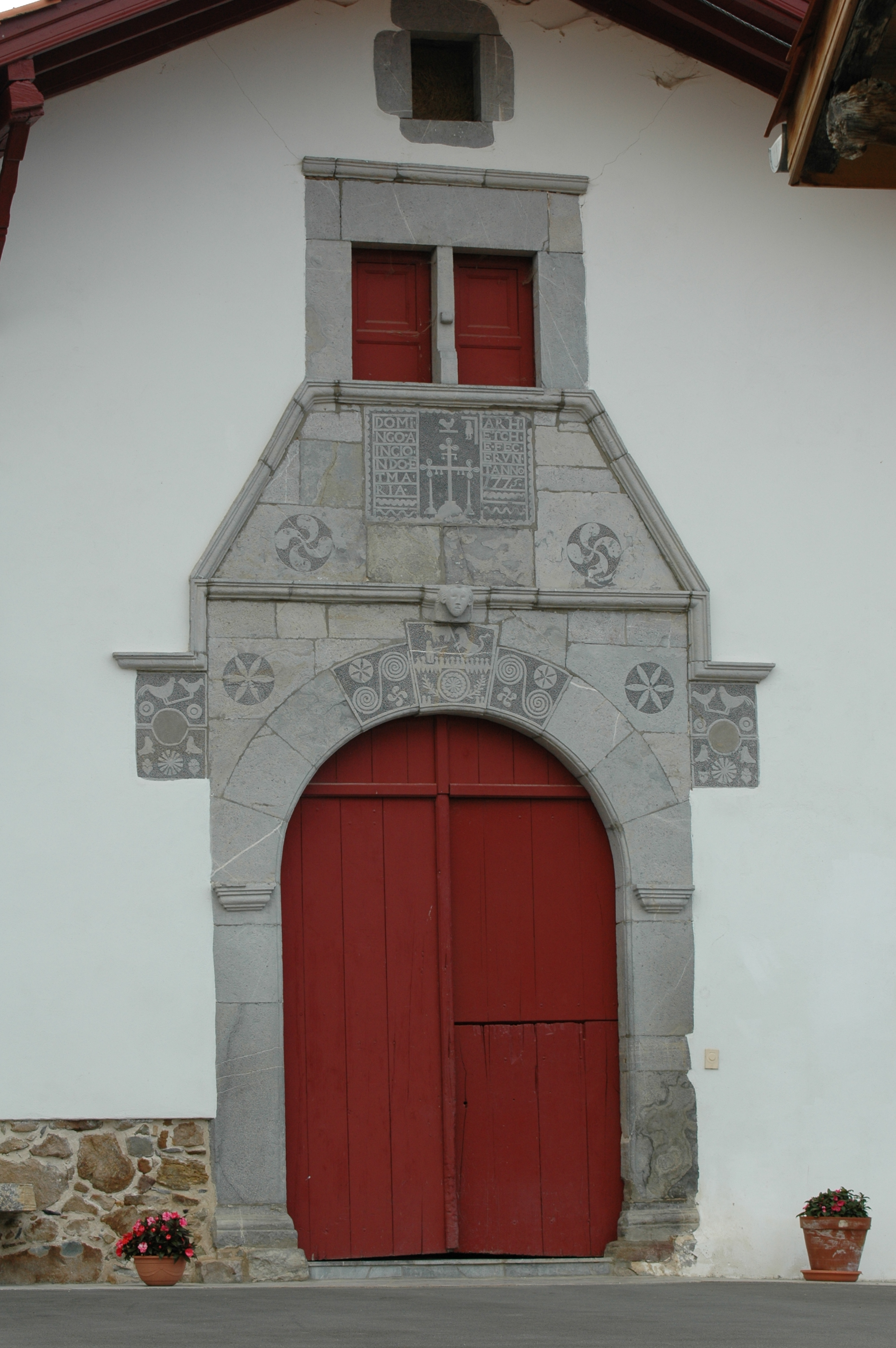
Armendarits, porte bouteille.
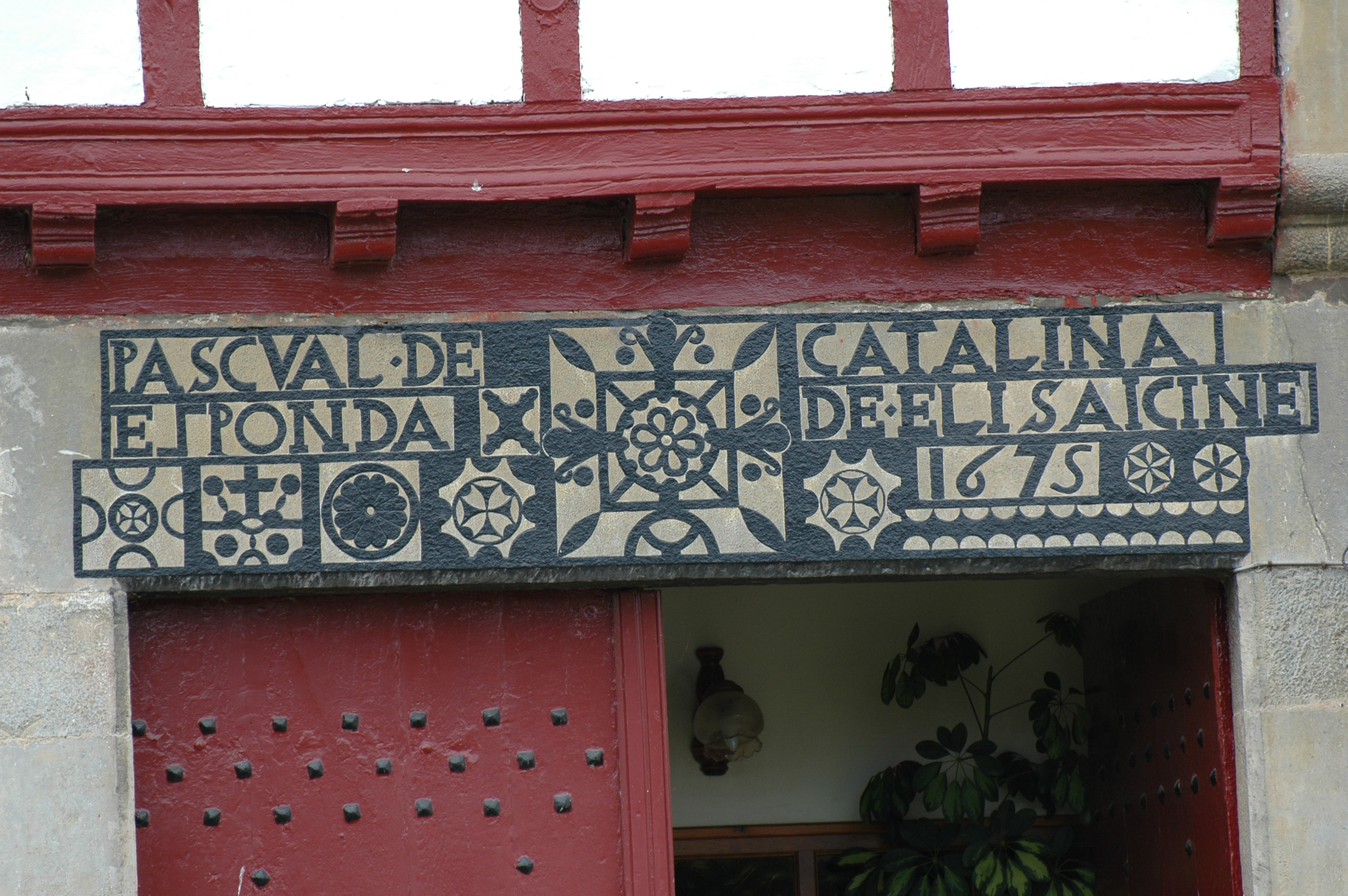
Irissarry, linteau de 1675.

Dans l’ordre des délibérations, qui ont lieu après lecture des doléances par le syndic des États (appelé dans les documents syndic du Royaume), la noblesse émet ses votes, qui sont ensuite soumis au tiers et au clergé ; ceux-ci se réunissent alors séparément pour se concerter. Les décisions sont ensuite prises à la majorité, chaque ordre disposant d’une voix, sauf en matière financière où les votes individuels du tiers sont prépondérants. L'appel à l’arbitrage du Conseil du roi est parfois nécessaire pour dirimer les litiges.
En dehors de ces assises nationales, se tiennent des réunions de moindre importance, dénommées jointes, qui ne rassemblent que la noblesse et le tiers. Au niveau du royaume, elles sont appelées par le châtelain de Saint-Jean-Pied-de-Port, à la demande du syndic, et depuis 1772, sous réserve de l’autorisation de l’intendant.
Enfin, le système de représentation prévoit la tenue de Cours générales propres aux six pays — à l’exception donc de l’ensemble Armendarits - Iholdy - Irissarry —, qui réunissent les nobles des pays respectifs siégeant aux États et les habitants concernés. On constate donc la mise en place d'une sorte de referendum populaire entre les séances des États de Basse-Navarre.
Aux côtés du syndic, siège un trésorier dont la charge devient vénale sous le règne de Louis XIV. Il assure la gestion financière du pays et est personnellement responsable de la collecte des impôts royaux ; en 1730, le trésorier est emprisonné pour n’avoir pas su réunir les fonds à temps. Outre les griefs adressés au roi, les États votaient le montant de la « dotation » à accorder au roi, qui, s'il n'en avait pas fixé initialement le montant, sollicitait alors la dotation la plus large possible : « Chers et bien aimez, nous vous demandons une donation, la plus grande que vous pouvez […] ».

### Soule

Situation de la Soule dans le département des Pyrénées-Atlantiques.

La situation des États généraux de Soule précédant la publication des fors en 1520 est très peu documentée. On ne dispose que des mandements et certaines lettres patentes émises par les rois d’Angleterre, et du traité de 1327, ratifié par le roi de Navarre et le « peuple de Soule ». Les premières lettres patentes dont la Soule a bénéficié ont été émises par Charles IX en date du 18 janvier 1574, puis renouvelées le 26 juin 1575 par Henri III.
Le roi est représenté en Soule par le capitaine-châtelain de Mauléon (voir supra féodalité en Soule). À ce titre, celui-ci est le chef militaire de la province et préside les États généraux ainsi que la cour de justice. Il possède la prérogative de lever les impôts royaux, d’administrer les terres appartenant en propre à son suzerain et d’affiever des parties de terres communes. Son supérieur hiérarchique direct est le sénéchal de Gascogne, et il commande des messagers qui communiquent ses décisions aux paroisses souletines, et deux bailes, l’un au nord et l’autre au sud, qui sont ses représentants de police ; à ce titre, les bailes procède à des arrestations au nom de décision de justice ou sur ordre du capitaine-châtelain.
Après 1520, la cour de Licharre, organe politique suprême appelé Cour d’ordre, se compose du Grand Corps, regroupant la noblesse et le clergé, et du tiers, assemblée populaire dénommée Silviet. Cette cour se réunit au moins une fois par an, le dimanche suivant la fête des saints Pierre et Paul, sur convocation du syndic général du pays de Soule ; elle intervient essentiellement dans le domaine financier, gérant les impôts directs et indirects. Elle est également une assemblée législative qui est appelée à préciser, voire à modifier, des articles obscurs ou controversés de la coutume de 1520 ; à ce titre elle envoie des délégations au Conseil du roi pour obtenir la validation des privilèges de la province. Enfin, elle est chargée de l’entretien de la voirie (chemins, ponts), des haras et de la poste. Sur le plan social, elle intervient dans l’éducation, l’état sanitaire et l’assistance aux pauvres.
La noblesse comprend les dix potestats — il s’agit de gentilshommes astreints par leur charge à des devoirs particuliers en échange desquels ils perçoivent des avantages matériels — ainsi que tous les possesseurs de biens nobles. L’évêque d’Oloron ou son vicaire général, l’abbé de Sainte-Engrâce, les commandeurs d’Ordiarp, de Berraute et de l’Hôpital-Saint-Blaise ainsi que le prieur de Larrau constituent le corps du clergé.

Les six bourgs royaux participant au Silviet.
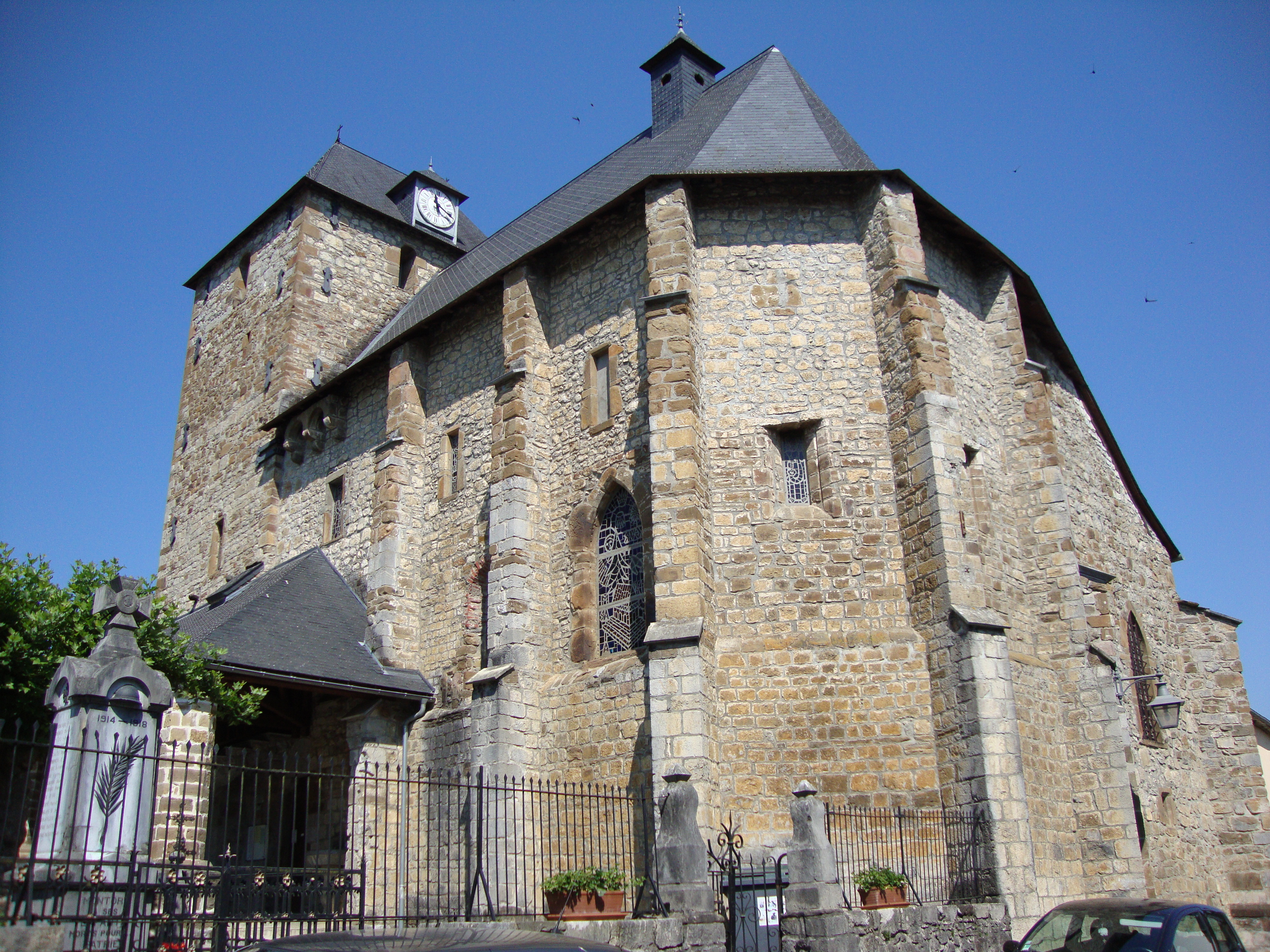
Église de Montory.
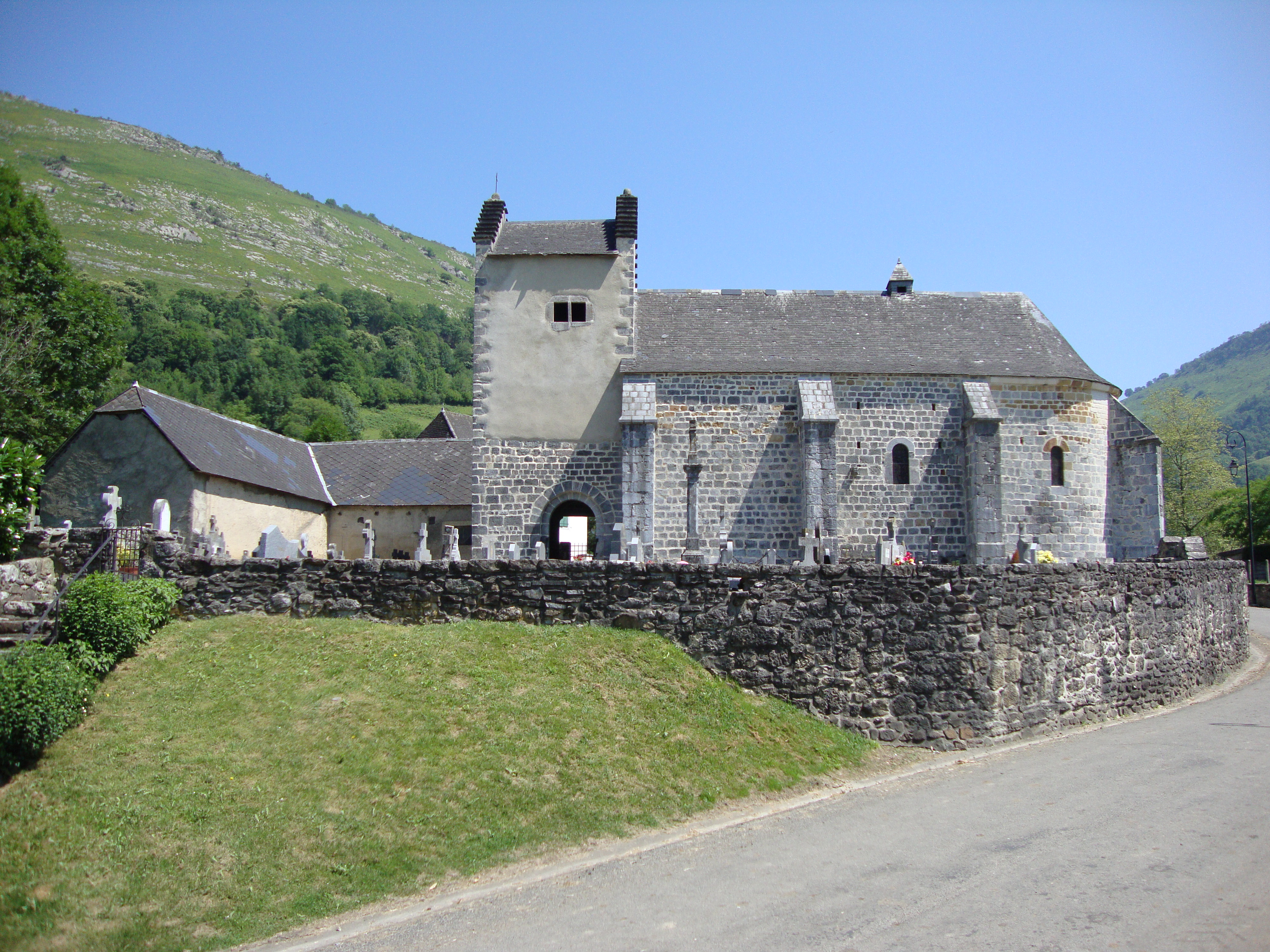
Église de Haux.
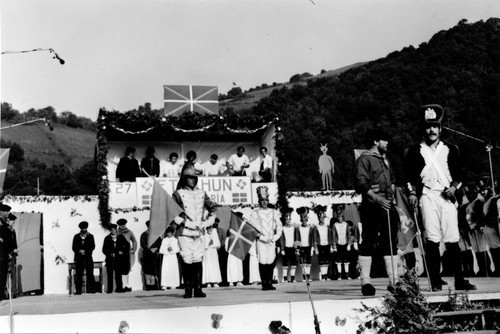
Barcus, la pastorale de 1986.
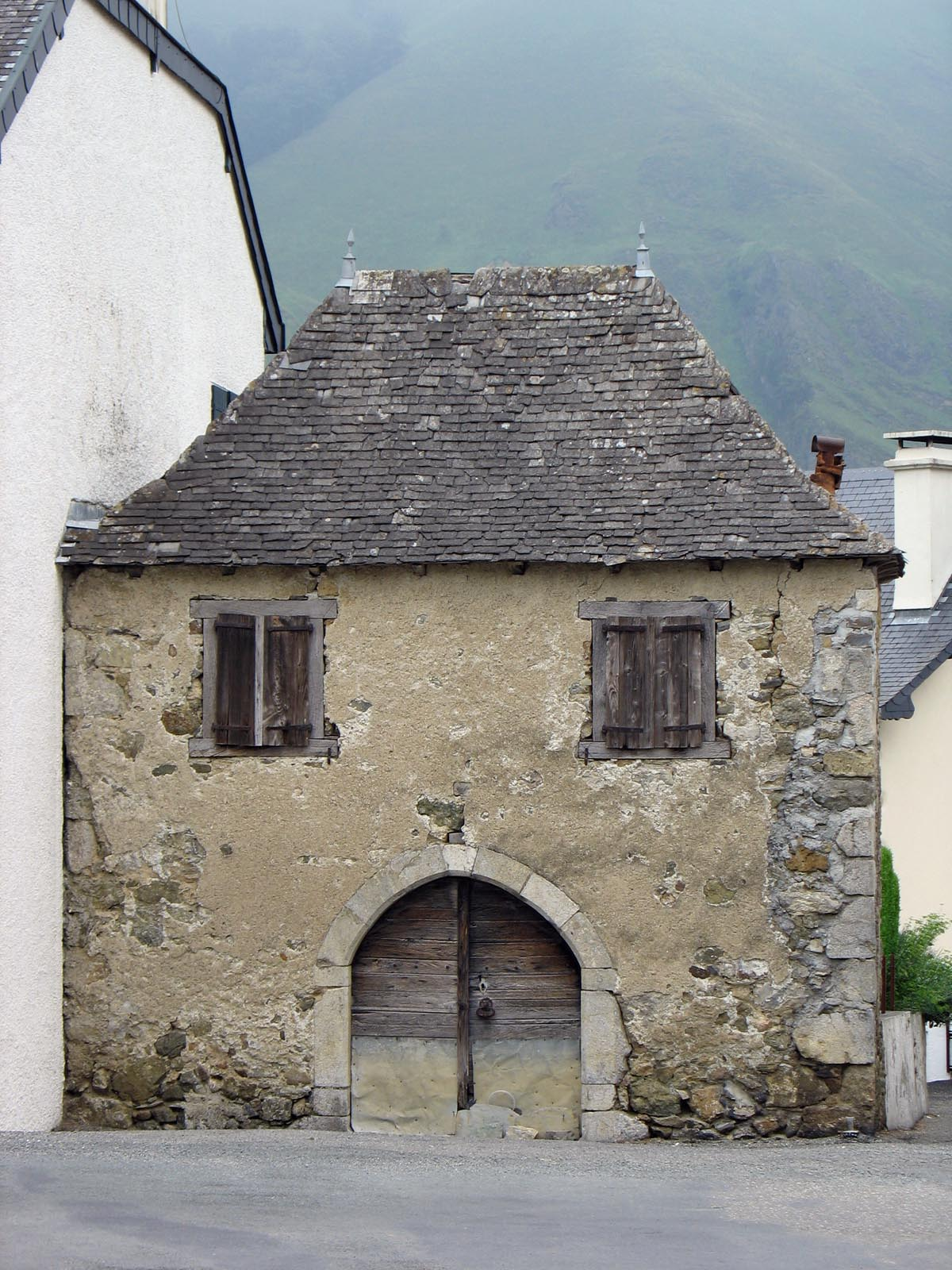
Larrau, maison souletine.
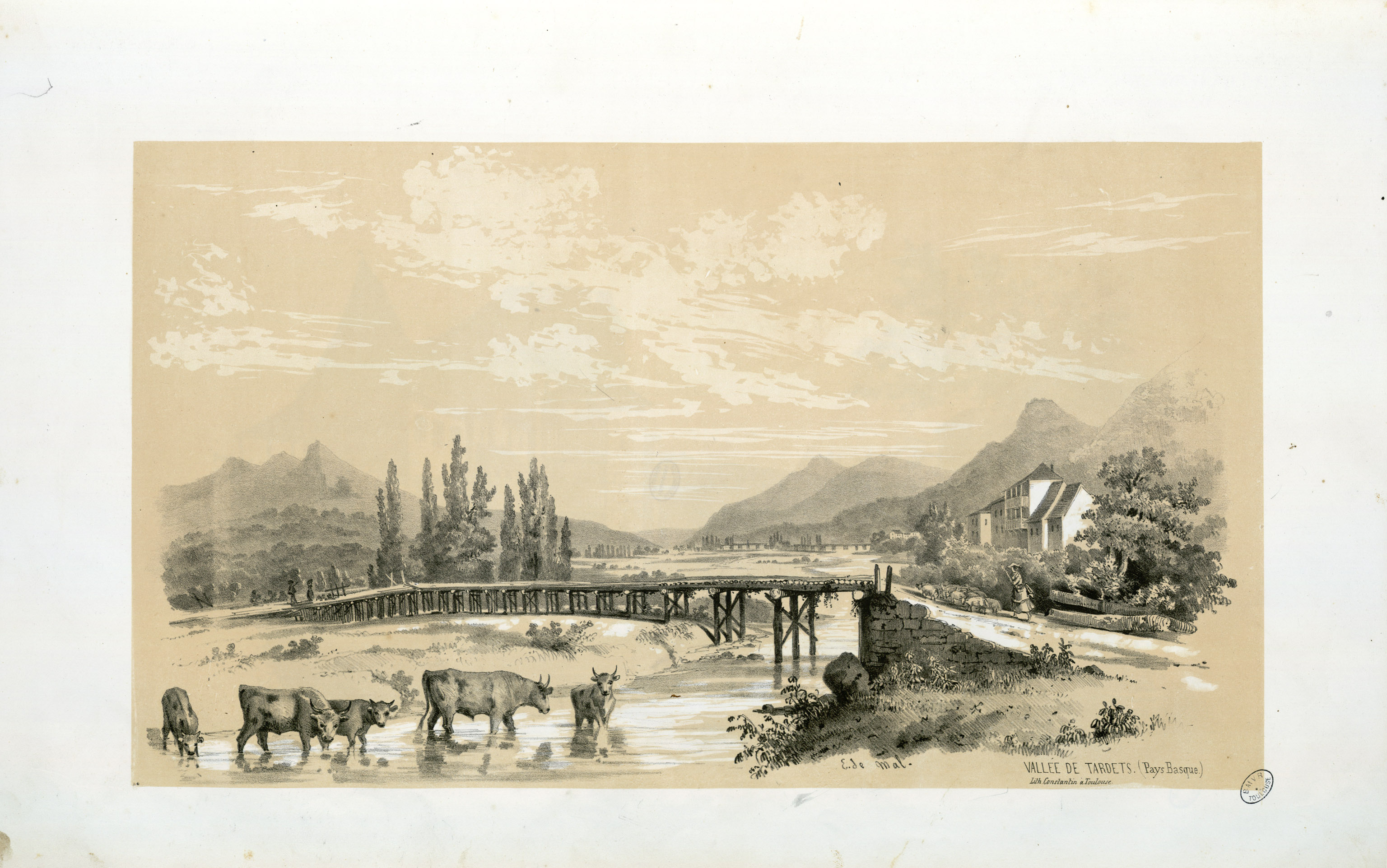
La vallée de Tardets par Eugène de Malbos.
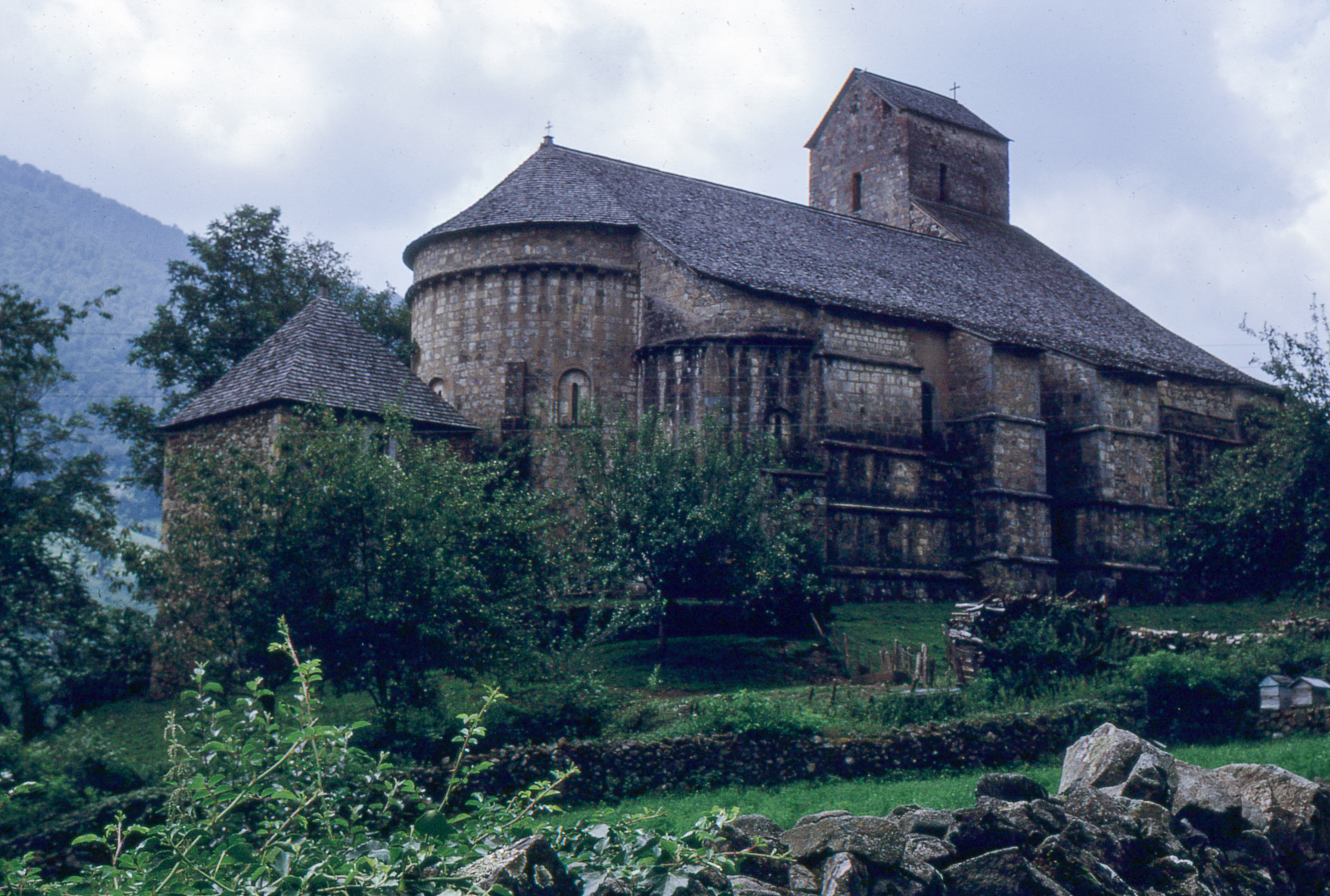
Église de Sainte-Engrâce.

La Soule est à cette époque formée de trois messageries, elles-mêmes divisées en dégairies, au nombre de sept. Le tiers comprend les dégans — représentants des sept dégairies (ou cantons) — et les procureurs des paroisses, au nombre de deux au moins. Outre les représentants paroissiaux, les députés des six bourgs royaux — Montory, Haux, Barcus, Larrau, Tardets et Sainte-Engrâce — participent également au Silviet.
Le Silviet est l’assemblée générale et propre du tiers. Se réunissant dans le bois de Libarrenx, il détient le magistère suprême. En effet, compte tenu de la complexité de réunion du Silviet, le Grand Corps se réunit seul sous la présidence du gouverneur ou de son représentant, et en présence du syndic général et des dégans. Les délibérations et les décisions du Grand Corps sont ensuite transmises au Silviet et réclament son adhésion formelle. Après l’exposé de l’ordre du jour, les représentants du Silviet retournent dans leur paroisse pour obtenir sa décision. Il faut noter que la participation des représentants au Silviet est obligatoire, sous peine d’amende, sauf excuse codifiée par la coutume de la Soule.
Au sein de la Cour d’ordre, le Silviet possède une voix tout comme le Grand Corps. Le syndic du tiers — qui est en même temps le syndic général du pays, c’est-à-dire de la Cour d’ordre — et celui du Grand Corps sont chargés de la résolution des désaccords. À partir du XVIIIe siècle, l’arbitrage final revient au président de la Cour d’ordre, ou, s’il s’agit d’un conflit portant sur des questions financières, au Conseil du roi. La primauté de l’exécutif revient au Silviet, qui élit seul le syndic général du pays, auquel revient la mise en œuvre des décisions. Le Silviet débat principalement des décisions concernant l’utilisation des terres communes et leurs frontières, et ces compétences peuvent s’étendre à celles du pays de Soule.
Le Silviet perd son rôle représentatif à partir de 1730 sous la pression de la noblesse.

## Les atteintes au droit coutumier

### Labourd

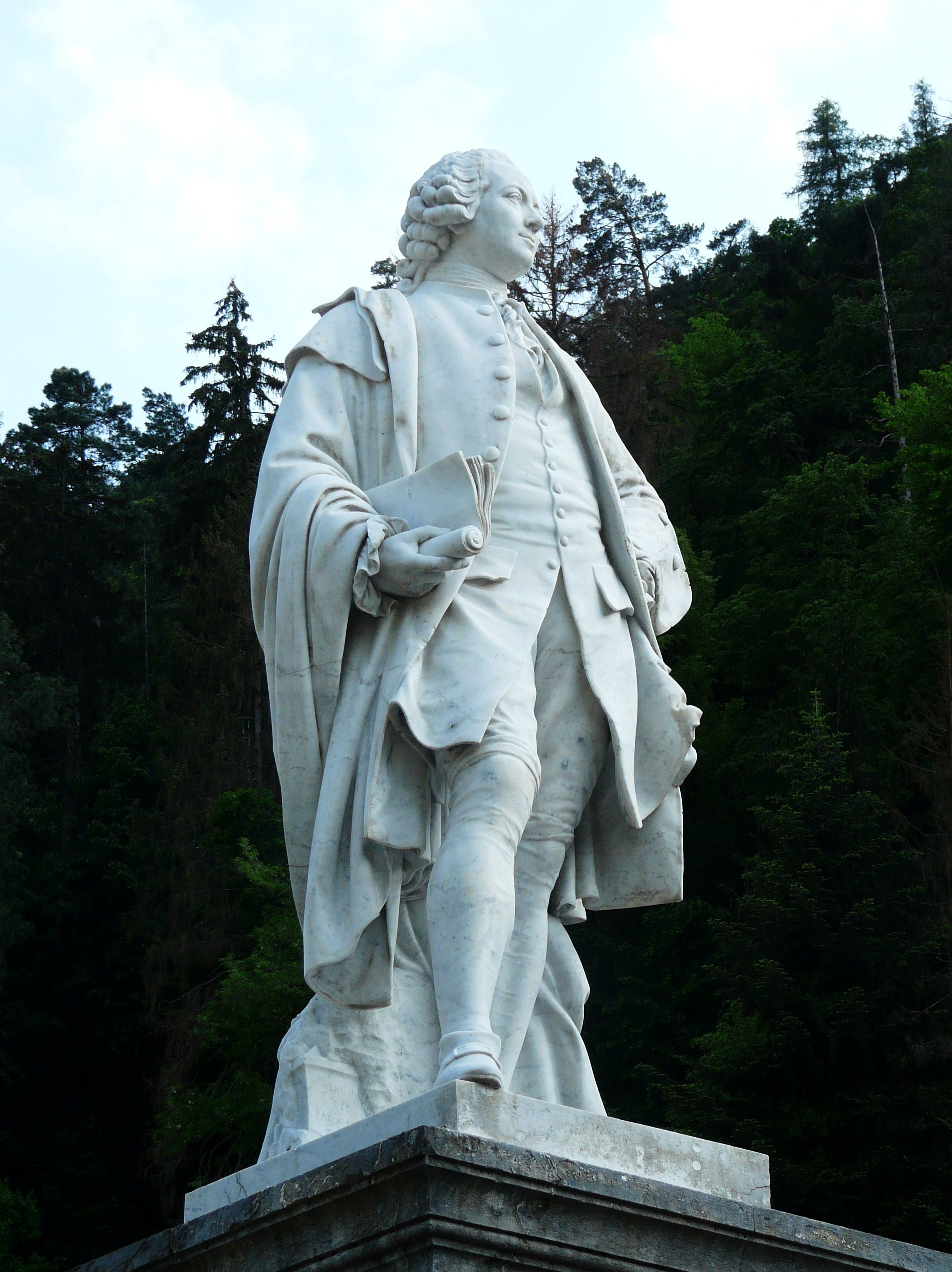
Statue de l’intendant d’Étigny, à Bagnères-de-Luchon.

Au cours du XVIIIe siècle, le Labourd perd ses prérogatives en termes de maintenance du réseau routier, qu’il assurait jusque-là au moyen de corvées, dans les limites communautaires fixées par l’intendant d’Étigny. En 1778, l’intendant de Saint-Maur place l’administration de la voirie sous la responsabilité de l’ingénieur des ponts et chaussées de la généralité de Bordeaux. En conséquence, les paroisses du Labourd voient, à partir de cette date, l’exigence en nombre de corvéables et de journées de prestation augmenter.
À partir de 1694, le syndic convoque, en parallèle du Biltzar, « sans que les entraves inventées par la centralisation y eussent aucune part » une assemblée de notables « les plus prudens (sic) et les plus éclairés que le païs a honoré de sa confiance ». Ces réunions de notables ont lieu soit à Urrugne, à Saint-Pée-sur-Nivelle, à Saint-Jean-de-Luz ou à Bayonne et rassemblent « des anciens syndics et des individus les plus puissans (sic) ou les mieux instruits des intérêts du païs », ainsi que le procureur du roi en Labourd et le cas échéant, des représentants de la noblesse. L’ordre du jour en est principalement financier et traite de problèmes de faible importance ou de caractère urgent. Cette assemblée est à rapprocher de la jointe de Basse-Navare (voir supra).
Le coût des guerres et de la politique de libéralités de Louis XIV entraînent dans toute la France, mais de façon plus spécifique en Labourd, jusque-là préservé par ses privilèges, une pression fiscale très lourde, qu'elle soit directe — capitation et vingtième — ou indirecte au travers des droits notariés, le tabac ou les cuirs.

### Basse-Navarre
Dès l’origine, les Navarrais doivent lutter pour la reconnaissance de leurs anciennes coutumes. Le for de Basse-Navarre est rédigé sous l’influence du droit béarnais et les coutumes originelles sont dénaturées ou francisées ; la version publiée en 1611 ne retranscrit qu’imparfaitement le pluralisme juridique local. En particulier le serment du roi, qui à son avènement, s’engageait à respecter les libertés et les privilèges des Navarrais, a disparu. Malgré les remontrances répétées adressées au roi par les Navarrais en 1622 et en 1634, l’administration centrale résiste et il faut attendre 1645 pour que le for de Basse-Navarre soit imprimé.
Le syndic du Royaume est élu par les États parmi les représentants de la noblesse ou du corps juridique, mais à partir du XVIIe siècle le choix de cette charge à vie et inamovible — mais non héréditaire malgré des exemples de népotisme lors de la désignation d’un syndic en survivance lorsque le titulaire s’avère trop âgé — est systématiquement orienté par l’intendant, représentant royal.
Le Conseil royal, par son arrêt du 21 décembre 1748 ôte aux États de Navarre le droit de faire « aucunes loix, statuts ny règlements », à la suite d'une longue lutte entre la cour de Pau (ou parlement de Navarre) et le pouvoir réglementaire des États. À cette date, la Basse-Navarre — qui se dit toujours royaume de Navarre — perd donc son pouvoir réglementaire et se retrouve intégrée dans l’organisation administrative de la Couronne de France.

### Soule
Le 30 novembre 1727, sous la pression de la noblesse, le syndic général Armand d’Hegoburu présente au roi une requête de réforme profonde de la Cour d’ordre, l’assimilant aux autres états provinciaux de la Couronne. Le 14 décembre de la même année, le Silviet rejette le vote du Grand Corps. Las, par lettre patentes du 28 juin 1730, Louis XIV donne raison au syndic et à l’aristocratie. En conséquence, le Silviet est supprimé et le tiers ne possède plus que treize représentants — les sept dégans et les députés des six bourgs royaux ; ceux-ci sont rémunérés par l’assemblée générale — et non plus par les communautés qui les mandatent — et sont réputés représentatifs, ce qui leur donne les pleins pouvoirs pour délibérer et voter par eux-mêmes et exclut donc toute consultation populaire. Les États généraux de Soule sont désormais composés de trois ordres et non plus de deux. Si les votes de la noblesse et du clergé sont toujours soumis au tiers pour approbation, les divergences nécessitent désormais la nomination de deux arbitres pour chacune des deux parties, l'arbitrage final revenant en dernier ressort au président, ou au roi en matière financière. Dans les faits, le Grand Corps prend désormais les décisions et le tiers-état sert de chambre d'enregistrement.
Malgré une plainte déposée en 1731 au parlement de Navarre demandant le rétablissement de « leur ancienne forme et coutume de députer et s’assembler », augmentée d’une autre contre le syndic général Hegoburu et le comte de Trois-Villes pour « prévarications et concussions », qui voient toutes deux une issue heureuse en première instance, le Conseil du roi annule en cassation le 13 octobre 1731 les jugements du parlement de Pau, enjoignant aux « dégans et députés d’exécuter les lettres-patentes du 28 juin 1730, à peine d’être traités comme rebelles ». Jusqu’en 1733, le tiers et ses dirigeants multiplient les signes d’opposition, parfois violents, justifiant finalement l’arrêt du Conseil du roi en date du 20 mai 1733 qui interdit « aux dégans et députés et à tous autres du païs de Soule de faire aucunes assemblées, députations, levées de deniers sans permission par écrit du sieur intendant de la province ».

## La Révolution et ses conséquences

### Labourd

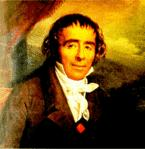
Portrait de Dominique Joseph Garat, député du Labourd.

Les lettres patentes de Louis XVI, du 21 janvier 1789, organisant la tenue des États généraux, incluent le Labourd dans une circonscription électorale regroupant les sénéchaussées de Bayonne, Dax et Saint-Sever.
Le Biltzar, convoqué en assemblée extraordinaire le 7 mars 1789, désigne le syndic Haramboure et deux avocats, d’Ithurbide et d’Hiriart, pour rédiger la protestation du Labourd. Les trois délégués, sans surprise compte tenu des privilèges auxquels sont habitués les Labourdins, soulignent l’indépendance administrative dont bénéficie la province « qui a ses chefs, ses assemblées, sa constitutions, ses lois particulières […] », sans oublier son bailliage : « il est contraire à la liberté dont elle [la province] a toujours joui et qu’elle est jalouse de réserver dans sa pureté […] danger plus particulier pour un pays dont l’administration, la coutume, les mœurs, la langue, en un mot tout ce qui le constitue, sont absolument uniques dans le royaume et ne peuvent être développés aux États généraux que par des députés basques […] ».
Portée et soutenue par Dominique Joseph Garat, la protestation reçoit un accueil positif et Louis XVI, le 28 mars 1789, reconnaît la spécificité du Labourd, qui doit être représenté par quatre députés, un pour la noblesse, un pour le clergé et deux pour le tiers. Les cahiers de doléances rédigés par chaque corps sont unanimes à rejeter les marques du pouvoir monarchique, et à réclamer le rétablissement des institutions connues par le Labourd jusqu'au XVe siècle. La prééminence de la langue basque, entre autres caractères nationaux, fait partie des revendications.

### Basse-Navarre
La position de la province se distingue nettement de celle de ses deux voisines. La Basse-Navarre se considère comme faisant partie du royaume de Navarre, et donc ne s’estime pas concernée par la tenue des États généraux du royaume de France. Elle ne saurait, en conséquence y « participer ni [y] députer […] ». Cette position est confirmée par l’assemblée des États de Navarre qui se tient le 16 mars 1789. Le 27 mars, la noblesse et le clergé réaffirment la particularité de la Navarre, qui n’est pas une province française, puisqu’en Navarre, « […] les rois ne peuvent faire des lois sans le consentement et la volonté des gens des trois États ». Le tiers s’étant uni à la position des deux autres corps, les États généraux de Navarre font savoir au roi que la convocation est « quant à la Navarre, irrégulière, illégale et anti-constitutionnelle », ce que Louis XVI accepte de reconnaître en affirmant que les Navarrais « ne peuvent être soumis aux règlements faits pour les provinces de France […] ». En conséquence, aucune délégation navarraise n’assiste aux États généraux du royaume de France du 8 mai, ni aux délibérations de l’Assemblée nationale du 17 juin.
À la suite de l’assemblée ordinaire des États généraux de Navarre du 15 juin 1789, une commission est chargée de la rédaction d’un cahier de griefs, dont la teneur peut se résumer à la demande de reconnaissance de l’indépendance du royaume de Navarre : « […] les droits de la Navarre sont fondés sur le titre qui donné des rois à la Navarre […] à chaque nouveau règne, le serment des rois a régénéré la Constitution et rétabli toutes les franchises et libertés des Navarrais […] ».
La députation qui est élue ne s’adresse pas aux États généraux de France, mais au roi, avec mandat de lui prêter serment et de recevoir le sien en retour afin que « […] la nation française parvienne à se donner une constitution assez sage pour que la Navarre puisse un jour renoncer à la sienne et s’unir à la France […] ».

### Soule
C’est avec retard que la Soule désigne ses délégués ; ce n’est que le 5 mai, en effet, que l’assemblée est convoquée et l’assemblée extraordinaire se déroule du 18 mai au 3 juillet 1789. De même que pour le Labourd, les doléances visent à restaurer les institutions anciennes propres qui ont été amoindries par l’emprise monarchique en contradiction des fors. Les Souletins demandent l’abolition des lettres patentes du 28 juin 1730, à l’origine de la quasi-disparition des États de Soule, et militent pour une monarchie fédérative.

### L’abolition des privilèges

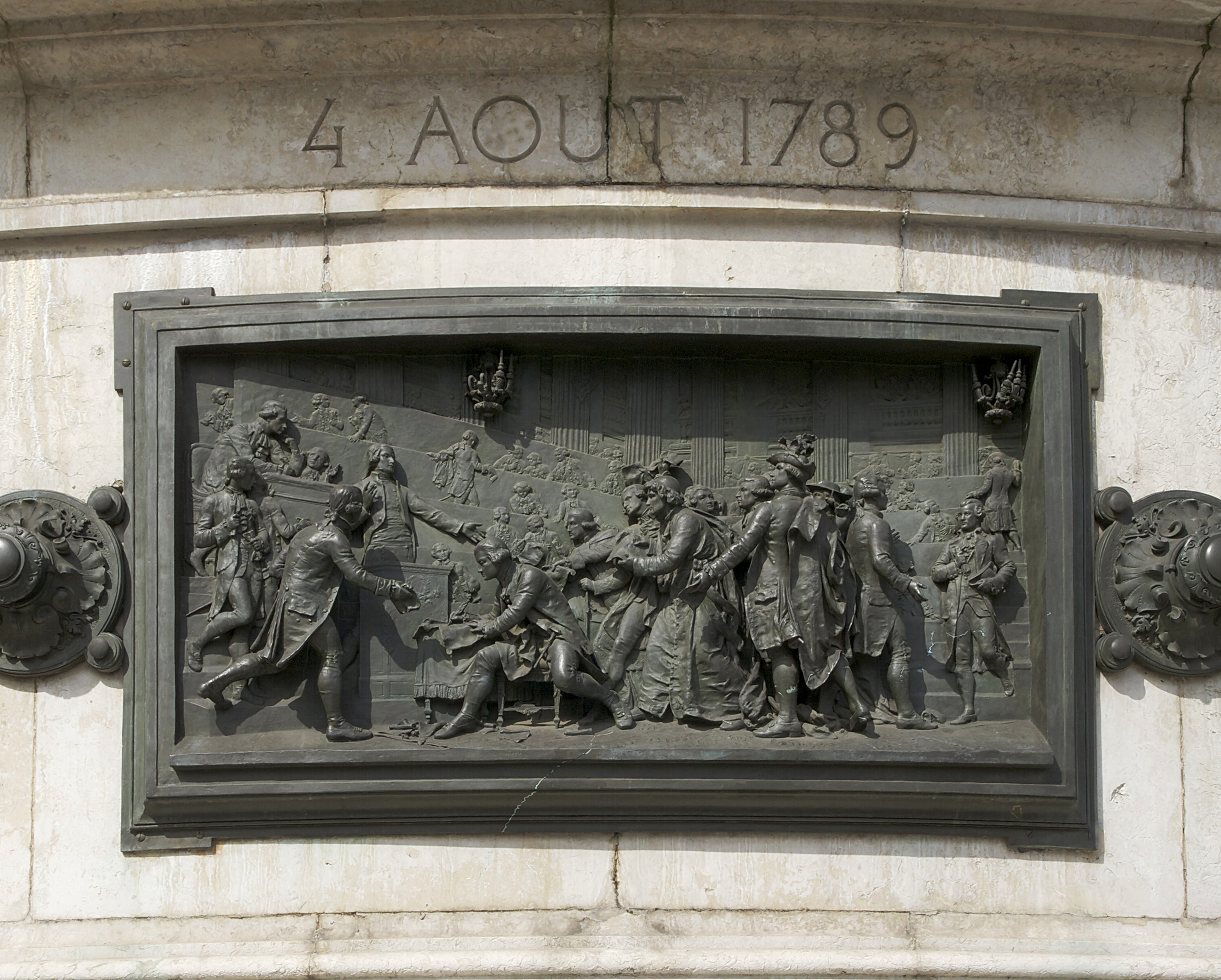
Nuit du 4 août, haut-relief en bronze de Léopold Morice (1883), apposé sur la colonne de la Statue de la République, située place de la République à Paris.

À partir de juillet 1789, les événements se précipitent. L’Assemblée constituante du 9 juillet déclare la « nullité des limites et des clauses impératives des mandats », les populations étant engagées « par la seule présence de leurs députés […] ». En conséquence, les députés de Basse-Navarre ne peuvent faire entendre leurs arguments, à peine de violer leur mandat, et ce sont les députés du Labourd qui les représentent officieusement.
La nuit du 4 août 1789 voit la noblesse renoncer volontairement aux droits féodaux encore existants, qualifiés de « privilèges abusifs ». Par extension, ce sont tous les privilèges qui sont englobés par l’acception, y inclus les divers régimes propres aux provinces, et autres régimes particuliers souvent issus de traités bilatéraux. L’article 10 de la Constitution stipule en effet :

« Une constitution nationale et la liberté publique étant plus avantageuses aux provinces que les privilèges dont quelques-unes jouissaient et dont le sacrifice est nécessaire à l’union intime de toutes les parties de l’empire, il est déclaré que tous les privilèges des provinces […] sont abolis sans retour et demeureront confondus dans le droit commun de tous les Français. »

Malgré les protestations des provinces basques, par la voix de leurs délégués, les privilèges sont définitivement abolis et la représentativité des institutions basques disparaît définitivement. Depuis le 11 novembre 1789, une commission travaille à la réorganisation de la France en départements, et le 12 janvier 1790, le projet de la création du département des Basses-Pyrénées, réunissant le Béarn, la Soule, la Basse-Navarre, le Labourd et Bayonne est présenté à l’Assemblée.